# 버거킹
버거킹(영어: Burger King)은 햄버거 패스트 푸드 레스토랑의 미국 연쇄점이다. 플로리다주 마이애미데이드군에 본사를 둔 이 회사는 1953년 플로리다주 잭슨빌에 본사를 둔 레스토랑 체인인 인스타-버거 킹으로 설립되었다. 인스타-버거 킹이 재정난에 처하자, 데이비드 에저턴(1927–2018)과 제임스 맥라모어(1926–1996)를 포함한 두 명의 마이애미 기반 프랜차이즈 경영자가 1959년에 회사를 인수했다. 다음 50년 동안 회사는 네 번 주인이 바뀌었고, 세 번째 소유주인 TPG (기업), 베인 캐피탈, 골드만삭스 캐피탈 파트너스 간의 파트너십은 2002년에 회사를 상장시켰다. 2010년 말, 브라질의 3G 캐피탈은 32억 6천만 달러 규모의 거래로 회사의 대다수 지분을 인수했다. 새로운 소유주들은 회사의 상황을 반전시키기 위해 신속하게 구조조정을 시작했다. 3G는 파트너인 버크셔 해서웨이와 함께 레스토랑 브랜드 인터내셔널이라는 캐나다 기반의 새로운 모회사의 후원 아래 회사를 캐나다 기반의 카페 체인인 팀홀튼과 합병했다.

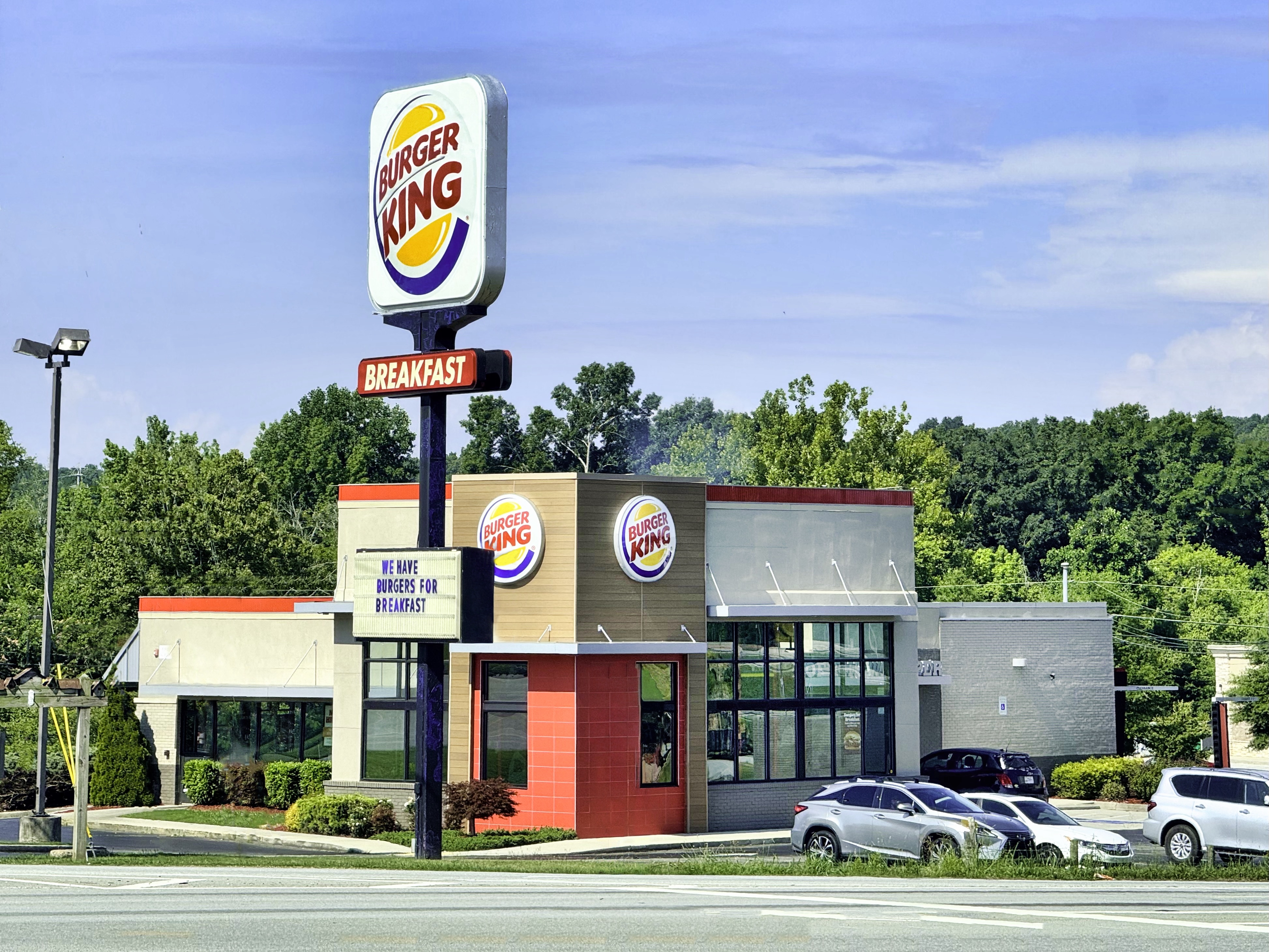
테네시주 오울테와에 있는 현대식 버거킹 패스트푸드 레스토랑

버거킹 메뉴는 버거, 감자튀김, 청량 음료, 밀크셰이크의 기본 제공에서 더 크고 다양한 제품군으로 확장되었다. 1957년에 "와퍼"는 메뉴에 처음으로 추가된 주요 항목이 되었고, 그 이후로 버거킹의 대표 제품이 되었다. 반대로, 버거킹은 시장에서 인기를 얻지 못한 많은 제품을 출시했다. 이러한 미국의 실패작 중 일부는 해외 시장에서 성공을 거두었으며, 버거킹은 또한 지역 취향에 맞게 메뉴를 조정했다. 2002년부터 2010년까지 버거킹은 18-34세 남성층을 대상으로 불건강한 지방과 트랜스 지방이 상당량 함유된 더 큰 제품을 공격적으로 판매했다. 이 전략은 결국 회사의 재정적 기반을 손상시키고 수익에 부정적인 영향을 미쳤다. 2011년부터 회사는 이전의 남성 중심 메뉴에서 벗어나 새로운 메뉴 항목, 제품 재구성 및 포장을 도입하기 시작했으며, 이는 현재 소유주인 3G 캐피탈의 회사 구조조정 계획의 일환이었다.
2018년 12월 31일 기준으로 버거킹은 100개국에 17,796개의 매장을 보유하고 있다고 보고했다. 이 중 거의 절반은 미국에 위치하며, 99.7%는 개인 소유 및 운영된다. 새로운 소유주들은 2013년에 거의 전적으로 가맹 모델로 전환했다. 버거킹은 역사적으로 여러 형태의 가맹 방식을 사용하여 사업을 확장해왔다. 회사가 가맹점에게 라이선스를 부여하는 방식은 지역에 따라 다르며, 일부 지역 가맹점은 마스터 프랜차이즈로 알려져 있으며 회사를 대신하여 가맹 하위 라이선스를 판매할 책임이 있다. 버거킹과 가맹점 간의 관계가 항상 원만했던 것은 아니다. 양측 간의 간헐적인 분쟁은 수많은 문제를 야기했으며, 여러 경우에 회사와 라이선스 소유자 간의 관계는 선례가 되는 법원 소송으로 비화되었다. 버거킹의 호주 가맹점인 헝그리 잭스는 남호주 애들레이드에 있는 비슷한 이름의 레스토랑과의 상표 분쟁과 양측 간의 일련의 법적 소송으로 인해 다른 이름으로 운영되는 유일한 가맹점이다.
대한민국에는 두산그룹이 계열사인 에스알에스코리아(주)를 통해 브랜드를 운영하였으나 2012년 보고제이호펀드에게 1,100여억 원의 대금을 받고 버거킹 사업을 매각하였다. 이후 동년 11월 21일에 주식회사 비케이알을 신규 설립하여 상표 운영권이 이전되었다. 비케이알은 2013년 7월부터 기존의 직영점만 운영하는 체제에서 가맹점도 운영하는 체제로 변경했다. 보고펀드는 2016년 2월 19일 2,100억원에 홍콩계 사모펀드 어퍼너티에쿼티파트너스(AEP)에 매각했다. AEP는 2017년 10월 버거킹의 모기업인 '레스토랑브랜즈인터내셔널(RBI)'과 버거킹 재팬의 마스터 프랜차이즈 계약을 맺었다. AEP가 인수하기 전에는 한국 롯데리아가 일본 버거킹을 운영하고 있었다.

## 역사
버거킹의 전신은 1953년 플로리다주 잭슨빌에서 인스타-버거 킹으로 설립되었다. 리처드와 모리스 맥도널드 형제의 캘리포니아주 샌버너디노에 있는 원래 매장을 방문한 후, "인스타-머신"이라고 불리는 두 개의 장비에 대한 권리를 구입한 설립자이자 소유주(키스 G. 크래머와 그의 아내의 삼촌 매튜 번스)는 첫 레스토랑을 열었다. 그들의 생산 모델은 그들이 구입한 기계 중 하나인 "인스타-브로일러" 오븐에 기반을 두었다. 이 전략은 너무나 성공적이어서 나중에 모든 가맹점에 이 장치를 사용하도록 요구했다. 1959년에 회사가 휘청거리자, 플로리다주 마이애미의 가맹점주인 제임스 맥라모어와 데이비드 R. 에저턴이 이를 인수했다. 그들은 체인의 기업 구조조정을 시작했고, 먼저 회사 이름을 버거킹으로 변경했다. 그들은 8년 동안 독립적인 법인으로 회사를 운영하다가(결국 미국 내 250개 이상의 지점으로 확장) 1967년에 필스버리 컴퍼니에 매각했다.:28

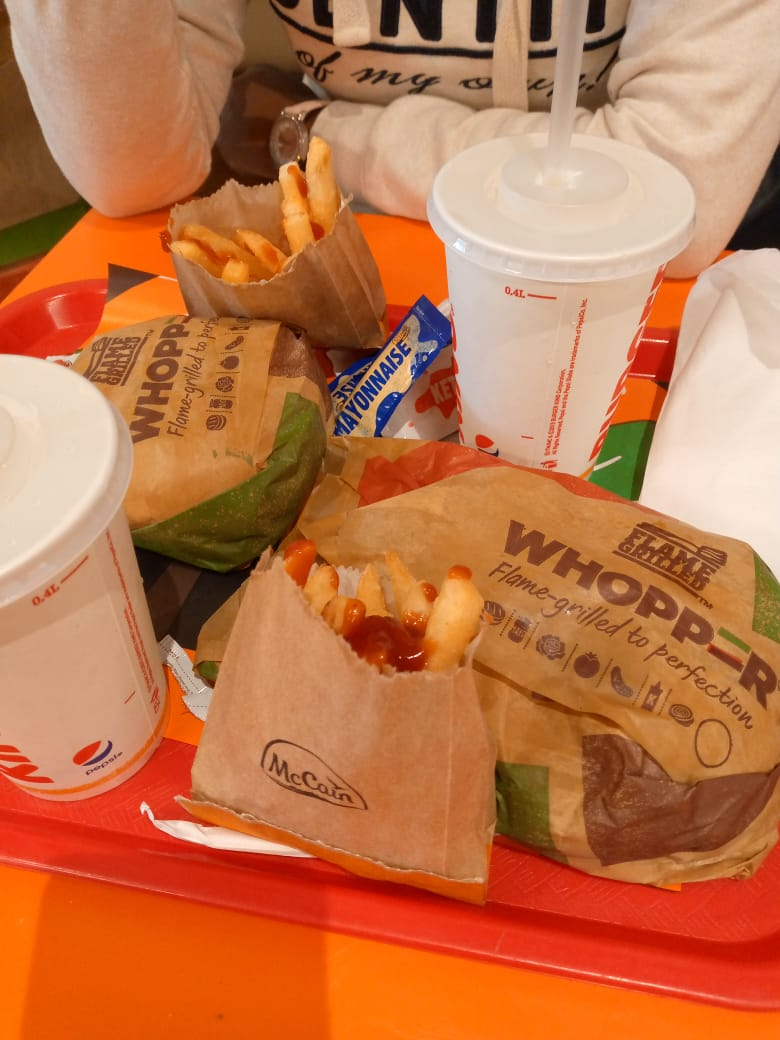
버거킹 빅 와퍼 밀 (포장된 버거)

필스버리 경영진은 1970년대 후반과 1980년대 초반에 버거킹을 여러 번 구조조정하려고 시도했다. 가장 눈에 띄는 변화는 1978년에 버거킹이 맥도널드의 경영진이었던 도널드 N. 스미스를 고용하여 회사를 개편하도록 도운 것이다. "작전 피닉스"라고 불리는 계획에서:118 스미스는 회사의 모든 수준에서 기업 사업 관행을 재편했다. 변경 사항에는 업데이트된 가맹 계약, 더 넓은 메뉴:119:66 및 새로운 표준화된 레스토랑 디자인이 포함되었다. 스미스는 1980년에 펩시코로 이직했으며 얼마 지나지 않아 시스템 전반의 판매 감소가 있었다.
필스버리의 레스토랑 운영 최고경영자인 노먼 E. 브링커는 브랜드 회복과 주요 경쟁사인 맥도날드에 대한 입지 강화를 맡았다. 그의 주도권 중 하나는 주요 경쟁사를 겨냥한 일련의 공격 광고를 특징으로 하는 새로운 광고 캠페인이었다. 이 캠페인은 버거킹, 맥도날드, 그리고 주요 버거 체인들 간의 경쟁 기간을 시작했는데, 이는 버거 전쟁으로 알려져 있다. 브링커는 1984년에 버거킹을 떠나 댈러스에 본사를 둔 고급 버거 체인인 칠리스를 인수했다.
스미스와 브링커의 노력은 처음에는 효과적이었지만, 그들이 떠난 후 필스버리는 그들의 변화 중 많은 부분을 완화하거나 폐기하고, 새로운 지점 건설을 축소했다. 이러한 조치로 인해 기업 성장이 정체되고 매출이 다시 감소했으며, 결국 버거킹과 필스버리에 재정적 침체를 야기했다. 부실한 운영과 비효율적인 리더십은 수년 동안 회사를 계속해서 늪에 빠뜨렸다.
필스버리는 결국 1989년 영국 엔터테인먼트 복합 기업인 그랜드 메트로폴리탄에 인수되었다. 처음에는 그랜드 메트로폴리탄이 신임 최고경영자 배리 기븐스 체제에서 체인의 수익성을 높이려 노력했다. 그의 2년 임기 동안 시작된 변화는 성공적인 신제품 출시와 월트 디즈니 컴퍼니와의 제휴에도 불구하고 이미지 문제와 비효율적인 광고 프로그램으로 상쇄되어 엇갈린 결과를 보였다. 또한 기븐스는 수익을 위해 회사의 여러 자산을 매각하고 많은 직원을 해고했다.
버거킹 본사는 1992년 허리케인 앤드루로 인해 심각한 피해를 입었다.
기븐스가 떠난 후, 일련의 최고경영자들이 메뉴를 바꾸고 새로운 광고 대행사를 영입하는 등 다양한 변화를 통해 회사의 브랜드를 회복시키려 노력했다. 그랜드 메트로폴리탄이 1997년 기네스와 합병하여 지주회사인 디아지오를 설립하면서 버거킹 브랜드에 대한 부모회사의 무관심은 계속되었다. 결국, 일련의 소유주들을 통한 브랜드에 대한 지속적인 체계적인 제도적 방치는 회사를 망가뜨려 주요 가맹점들이 사업을 접고 전체 가치가 크게 감소하는 지경에 이르렀다. 디아지오는 결국 손실을 내는 체인을 매각하기로 결정하고 2000년에 회사를 매물로 내놓았다.

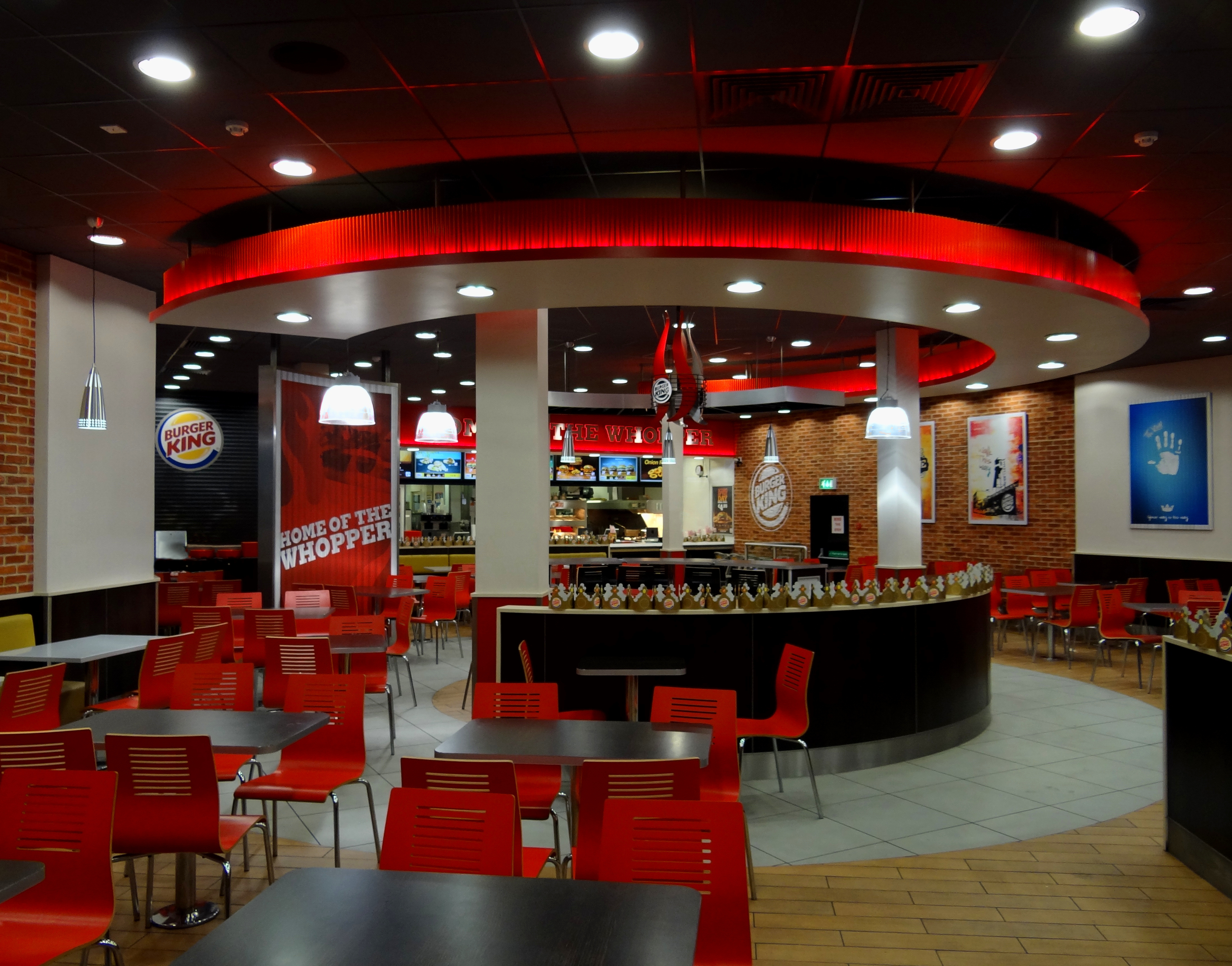
코크 (도시), 아일랜드에 있는 버거킹의 20/20 콘셉트 인테리어 예시

21세기에는 회사가 2002년에 TPG (기업)가 이끄는 투자 회사 그룹에 15억 달러에 인수되면서 독립적인 회사로 돌아왔다. 새로운 소유주들은 회사를 활성화하고 재편하기 위해 빠르게 움직였고, 2006년에는 매우 성공적인 기업공개를 통해 회사를 상장했다. 기업을 회생시키기 위한 기업의 전략에는 새로운 광고 대행사와 새로운 광고 캠페인이 포함되었다. 개편된 메뉴 전략, 개별 매장을 개편하기 위한 일련의 프로그램, 버거킹 와퍼 바라는 새로운 레스토랑 콘셉트, 그리고 20/20이라는 새로운 디자인 포맷이 포함되었다. 이러한 변화들은 성공적으로 회사를 재활성화시켜 많은 수익 분기를 이끌어냈다. 그러나 새로운 소유주의 성공에도 불구하고, 대침체의 영향으로 회사의 재정 전망이 약화되었고, 직접적인 경쟁사인 맥도날드는 성장했다. 버거킹의 가치 하락은 결국 TPG와 그 파트너들이 브라질의 3G 캐피탈에 32억 6천만 달러에 체인 지분을 매각하게 만들었다. UBS와 스티펠 니콜라우스의 금융 회사 분석가들은 3G가 회사의 재정 상황을 역전시키기 위해 막대한 투자를 해야 할 것이라는 데 동의했다. 거래가 완료된 후, 회사의 주식은 뉴욕 증권 거래소에서 상장 폐지되어 상장 회사로서의 4년간의 기간이 끝났다. 주식 상장 폐지는 회사가 근본적인 사업 구조를 개선하고 주주들을 만족시켜야 하는 부담 없이 맥도날드와의 격차를 줄이기 위해 계속 노력하는 데 도움이 되도록 고안되었다. 미국 본토 시장에서 이 체인은 같은 매장 매출 측면에서 오하이오주에 본사를 둔 웬디스에 이어 3위로 떨어졌다. 이러한 감소는 11분기 연속 같은 매장 매출 감소의 결과였다.
2014년 8월, 3G는 캐나다 레스토랑 및 카페 체인인 팀홀튼을 인수하여 워렌 버핏의 버크셔 해서웨이의 지원을 받아 버거킹과 합병할 계획이라고 발표했다. 두 체인은 합병 후에도 별도의 운영을 유지했으며, 버거킹은 마이애미 본사에 남았다. 팀홀튼 대표는 제안된 합병을 통해 팀홀튼이 버거킹의 자원을 활용하여 국제적으로 성장할 수 있을 것이라고 밝혔다. 합병된 회사는 세 번째로 큰 국제 패스트 푸드 레스토랑 체인이 되었다. 이 거래는 회사가 본사를 조세 피난처로 옮겨 세금 납부액을 줄이면서도 이전 위치에서 대부분의 사업을 유지하는 세금 전도 관행에 대한 논란을 불러일으켰다. 세금 전도의 주요 사례로서, 합병 소식은 미국의 정치인들로부터 비판을 받았다. 그들은 이러한 움직임이 해외 이익에 대한 세금 수입 손실을 초래하고, 전도에 대한 정부의 추가 압력으로 이어질 수 있다고 생각했다.
2019년에 버거킹은 연간 최대 250개의 저수량 매장을 폐쇄할 계획이라고 보고했으며, 2020년부터 폐쇄가 발효될 예정이었다.
2021년 2월, 버거킹은 로스앤젤레스, 마이애미, 뉴욕시, 뉴저지, 뉴욕 롱아일랜드에서 "로열 퍽스(Royal Perks)"라는 고객 충성도 보상 프로그램을 시험하기 시작했다.
2022년 러시아의 우크라이나 침공 이후, 버거킹을 포함한 많은 기업들은 러시아에서의 사업을 중단하라는 압력을 받았다. 2022년 3월, 버거킹은 우크라이나 침공에 대한 대응으로 러시아 시장에서의 운영, 마케팅, 공급망, 투자 및 확장을 포함한 모든 기업 지원을 중단했다고 주장했다. 여기에는 러시아의 현지 마스터 프랜차이즈가 관리하는 800개 이상의 완전 가맹 레스토랑 체인에 대한 지원도 포함되었다. 그러나 국제탐사보도언론인협회는 버거킹이 러시아 국영은행인 VTB 은행과 우크라이나의 이전 친러 지도자와의 부패 거래와 연관된 우크라이나 투자 회사와의 역외 합작 투자를 통해 러시아 가맹점에 대한 지분을 유지하고 있다고 밝혔다.
2023년 10월, 버거킹 미국 및 캐나다 사장 (경영)인 톰 커티스는 캐나다 연례 가맹점 대회에서 "더 시즐(The Sizzle)"이라는 새로운 매장 디자인을 발표했다. 회사는 코로나19 범유행 이후 둔화된 사업을 해결하기 위해 기존 버거킹 매장의 내부와 외부를 새로운 모습으로 리모델링할 계획이었다. 이 전면적인 개선 계획에는 더 많은 키오스크, 모바일 앱 주문 전용 픽업 구역, 도어대시, 우버이츠, 그럽허브와 같은 음식 주문 플랫폼, 그리고 개선된 드라이브스루 서비스가 포함되었다. 2023년에 버거킹은 미국 내 여러 지점을 "시즐" 콘셉트로 리모델링했다. 리모델링 계획이 레스토랑 전체를 개조하는 것이었지만, 버거킹은 장비를 교체하고 기술을 업그레이드하기 위한 "새 단장" 계획에도 투자하고 있었다. 2023년 말까지 버거킹은 264개의 매장을 리모델링했으며, 연말에는 매장의 46%가 현대적인 이미지를 갖추게 되었다.

## 구조 및 운영

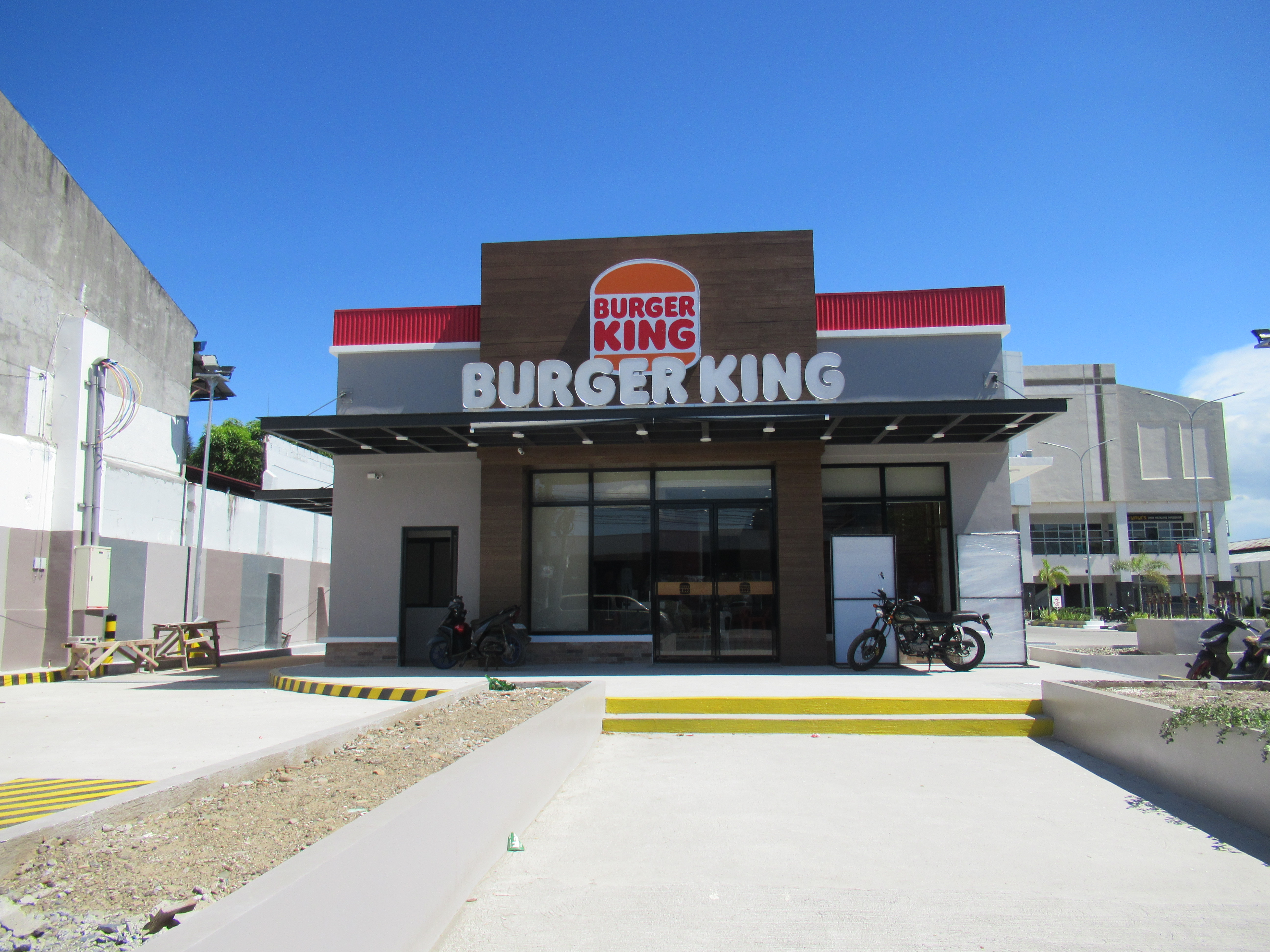
불라칸주 발리와그에 있는 버거킹 레스토랑

버거킹 홀딩스는 2002년에 버거킹이 상장되었을 때의 모회사였다.: 버거킹은 부동산 임대 및 회사 소유 레스토랑을 통한 매출 등 여러 출처에서 수입을 얻었다.: 그러나 상당 부분의 수익은 가맹 수수료에 의존했다.: 3G 캐피탈이 회사를 인수한 후 전환기 동안 버거킹 이사회는 이전에 회사 최고경영자 겸 회장이었던 존 W. 치드세이와 3G 캐피탈의 매니징 파트너인 알렉스 베링이 공동 의장을 맡았다. 2011년 4월까지 새로운 소유주는 버거킹의 기업 경영 구조조정을 완료했고, 치드세이는 사임하여 베링이 최고경영자 겸 회장을 맡았다.
버거킹 코퍼레이션은 현재 RBI의 독립 운영 자회사이다. RBI의 현재 조직 구조는 팀홀튼, 버거킹, 파이어하우스 섭스, 파파이스 및 해외 부문으로 구성되어 있다. 해외 부문은 미국과 캐나다 외 지역에서 각 브랜드의 운영 결과를 통합한다.
RBI의 최고경영자인 조쉬 콥자는 2023년에 임명되었다. 2023년 2월에 최고경영자가 되기 전, 콥자는 RBI의 CFO, CTO, COO를 역임했다. 버거킹 미국 및 캐나다의 사장 (경영)인 톰 커티스는 2021년에 임명되었으며, 미국과 캐나다에서 버거킹 코퍼레이션의 운영을 총괄한다.
북미에서 버거킹 코퍼레이션은 운영자에게 라이선스를 부여하고 매장을 관리할 책임이 있다. 국제적으로는 회사가 다른 당사자와 협력하여 매장을 운영하거나, 해당 지역의 마스터 프랜차이즈 지정을 받은 가맹점에게 운영 및 관리 권한을 완전히 판매한다. 마스터 프랜차이즈는 새로운 매장의 하위 라이선스를 부여하고, 교육 지원을 제공하며, 운영 표준이 유지되도록 할 것으로 예상된다. 감독 책임에 대한 대가로 마스터 프랜차이즈는 회사 및 제품에 대한 공통 마케팅 계획을 보장하기 위해 버거킹 코퍼레이션으로부터 관리 및 광고 지원을 받는다. 3G 캐피탈 소유 그룹은 2011년 4월에 2013년 말까지 회사 소유 지점 중 많은 부분을 개인 소유주에게 재가맹하여 100% 가맹 운영으로 전환할 것이라고 발표했다. 2012년 4월에 시작된 이 프로젝트는 회사가 플로리다, 캐나다, 스페인, 독일 및 기타 지역의 회사 소유 지점을 매각하는 것을 보았다. 이러한 움직임으로 인해 2013년 3분기 회사의 순이익은 6,820만 달러로 2012년 동기 660만 달러보다 크게 증가했다.
2013 회계연도 말 기준으로 버거킹은 전 세계 매장 수 면에서 맥도널드 (32,400개 매장)에 이어 두 번째로 큰 연쇄점 햄버거 패스트 푸드 레스토랑 체인이었다.:123 2014년 말 기준으로 버거킹은 미국 매출 기준으로 맥도널드, 스타벅스, 써브웨이에 이어 미국 식품 체인 중 4위를 차지했다. 버거킹은 현재 전 세계에 12,000개 이상의 매장을 보유하고 있다.
2024년 1월, 브랜드 소유주인 레스토랑 브랜드 인터내셔널은 체인의 최대 가맹점인 캐롤스 레스토랑 그룹을 약 10억 달러에 인수할 것이라고 발표했다. 발표 당시 캐롤스는 1,022개의 버거킹 매장(및 60개의 파파이스 매장)을 보유하고 있었다. 목표는 600개의 레스토랑을 리모델링한 다음 5~7년 동안 가맹점에게 다시 판매하는 것이었다. 이러한 움직임은 주로 가맹점 위주였던 기존 모델에서 벗어나는 것을 의미했다.

### 본사
버거킹은 이전에 플로리다주 마이애미데이드군 비법인지구의 마이애미 국제공항 옆 9층짜리 사무실 건물에 본사를 두었다.
2002년 7월 8일 월요일, 130명의 직원이 버거킹 본사에서 근무를 시작했으며, 나머지는 2002년 8월에 단계적으로 이전했다. 2002년 현재 본사로 이전하기 전, 버거킹은 마이애미 지역에서 텍사스로 이전하는 것을 고려했었다. 마이애미데이드군 정치인과 지도자들이 이에 반대하여 버거킹은 마이애미에 남았다. 2002년 이전에는 회사의 이전 본사는 컷틀러 (플로리다주) 인구 조사 지정 구역 내 올드 컷틀러 대로에 위치한 사우스 데이드 카운티 캠퍼스에 있었다.
2014년 8월, 버거킹이 캐나다 레스토랑 체인인 팀홀튼 인수를 논의 중이라는 보도가 나오면서 회사의 마이애미 본사의 미래는 다시 불확실해졌다. 버거킹과 팀홀튼의 합병으로 현재 레스토랑 브랜드 인터내셔널(Restaurant Brands International Inc.)로 알려진 패스트 푸드 회사가 탄생했다.

2016년, 버거킹은 기존 9층 본사 건물(5505 Blue Lagoon Drive)에서 길 건너편에 위치한 5707 Blue Lagoon Drive에 지어질 5층짜리 새 본사 건물에 대해 약 150,000 제곱피트 (14,000 m2) 규모의 빌트-투-수트(build-to-suit) 임대 계약을 체결했다. 이는 당시 현재 본사 건물에서 임대하던 200,000 제곱피트 (19,000 m2)보다 약간 작은 규모였다. 2018년, 버거킹은 5707 Blue Lagoon Drive에 위치한 새 본사로 이전했다. 2024년 8월 현재, 버거킹 시스템은 100개 이상의 국가 및 미국 해외 영토에 18,700개 이상의 지점을 운영하고 있다.

## 가맹점

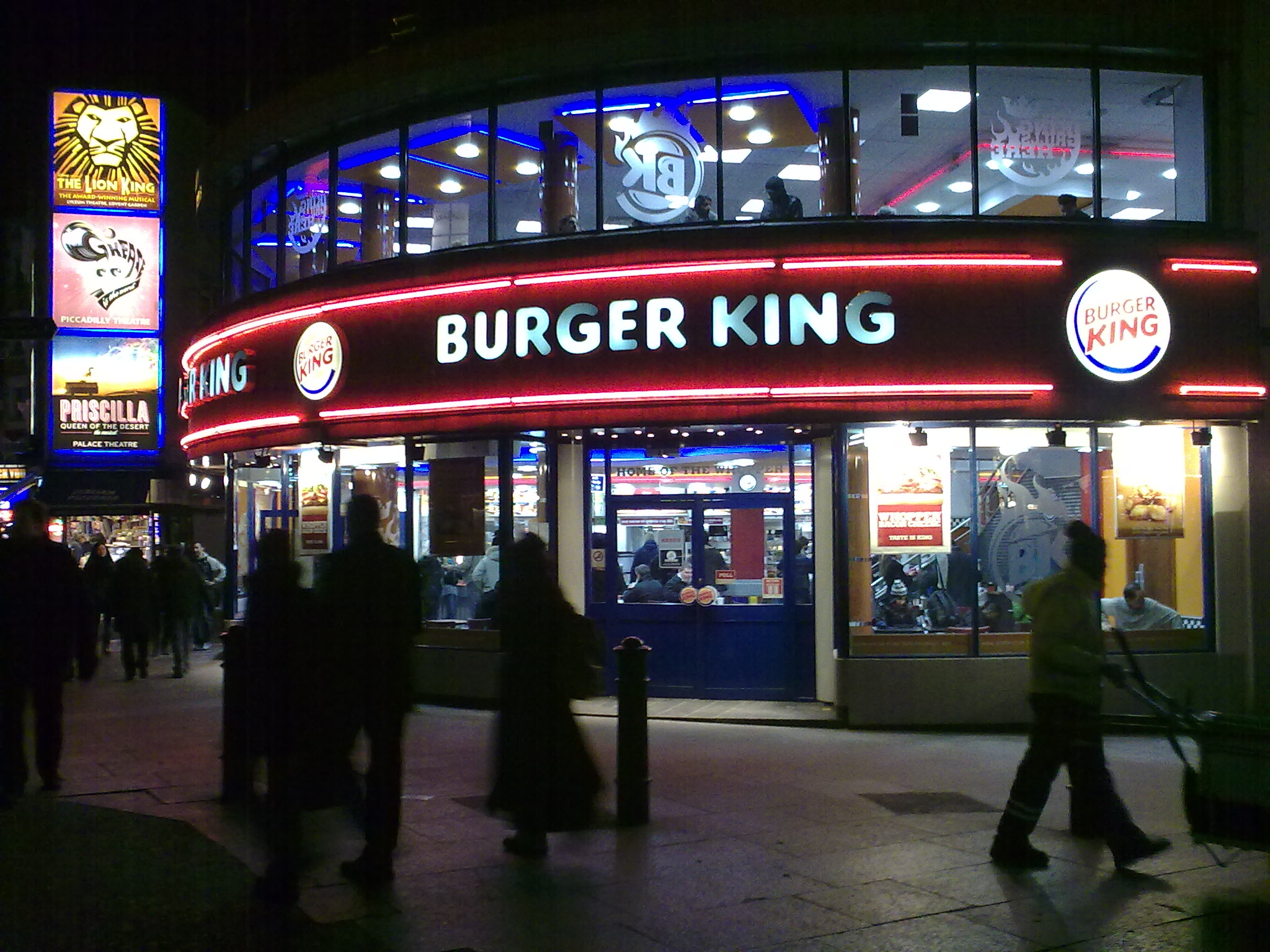
잉글랜드 런던 레스터 광장의 버거킹 레스토랑

버거킹 코퍼레이션이 1959년에 가맹사업을 시작했을 때, 가맹점주들이 지리적 지역 내에서 매장을 열 수 있는 권리를 구매하는 지역 모델을 사용했다.:117:64 이 가맹 계약은 버거킹 코퍼레이션에게 가맹점에 대한 감독 권한을 거의 주지 않아 제품 품질 관리, 매장 이미지 및 디자인, 운영 절차 등에서 문제가 발생했다.:118:64
1970년대 동안, 버거킹의 프랜차이즈 시스템의 구조적 결함은 필스버리에게 점점 더 큰 문제가 되었다. 주요 예시는 버거킹과 루이지애나 기반 프랜차이즈인 차트 하우스(Chart House) 간의 관계였다.:64 차트 하우스는 당시 버거킹의 가장 큰 프랜차이즈 그룹으로 미국 내 350개 이상의 지점을 보유하고 있었다. 회사의 소유주인 윌리엄 트로터와 제임스 트로터는 1970년대에 버거킹을 인수하거나 합병하려는 여러 시도를 했지만, 이 모든 시도는 필스버리에 의해 거부되었다. 회사를 인수하려는 시도가 실패한 후, 차트 하우스와 버거킹 간의 관계는 악화되어 결국 소송으로 비화되었다. 차트 하우스는 결국 1980년대 초에 버거킹 사업부를 디버시푸즈(DiversiFoods)라는 지주회사로 분사시켰고, 이 회사는 1984년에 필스버리에 인수되어 버거킹의 사업에 흡수되었다.
작전 피닉스의 가맹 사업 구조조정 부분으로, 도널드 N. 스미스는 1978년에 미래 가맹 계약의 구조조정을 시작했다. 이 새로운 가맹 계약에 따라 새로운 소유주는 레스토랑에서 1시간 이상 떨어진 곳에 거주할 수 없도록 제한하여 소규모 개인이나 소유 그룹에게만 허용하고 대규모 다주 기업의 가맹점 소유를 방지했다. 또한 가맹점은 다른 체인을 운영하는 것이 금지되어 버거킹 지분에서 자금을 전용하는 것을 막았다. 이 새로운 정책은 가맹점의 규모를 효과적으로 제한하고 차트 하우스와 같이 대규모 가맹점이 버거킹 코퍼레이션에 도전하는 것을 막았다.:64 스미스는 또한 버거킹 코퍼레이션이 새로운 지점의 주요 소유자가 되어 가맹점에 레스토랑을 임대하거나 리스하는 것을 목표로 했다. 이 정책은 회사가 실패한 매장의 운영을 인수하거나 회사 지침 및 정책을 따르지 않는 소유주를 퇴출시킬 수 있도록 허용했을 것이다. 1988년까지 필스버리는 스미스의 변경 사항 중 많은 부분을 완화하고, 새로운 지점 건설을 축소하여 브랜드 성장이 정체되었다. 새로운 소유주인 그랜드 메트로폴리탄과 그 후임인 디아지오에 의한 버거킹에 대한 방치는 브랜드를 더욱 손상시켰고, 버거킹 가맹점들에게 상당한 재정적 손실을 입혔으며, 당사자들 간의 관계를 긴장시켰다.

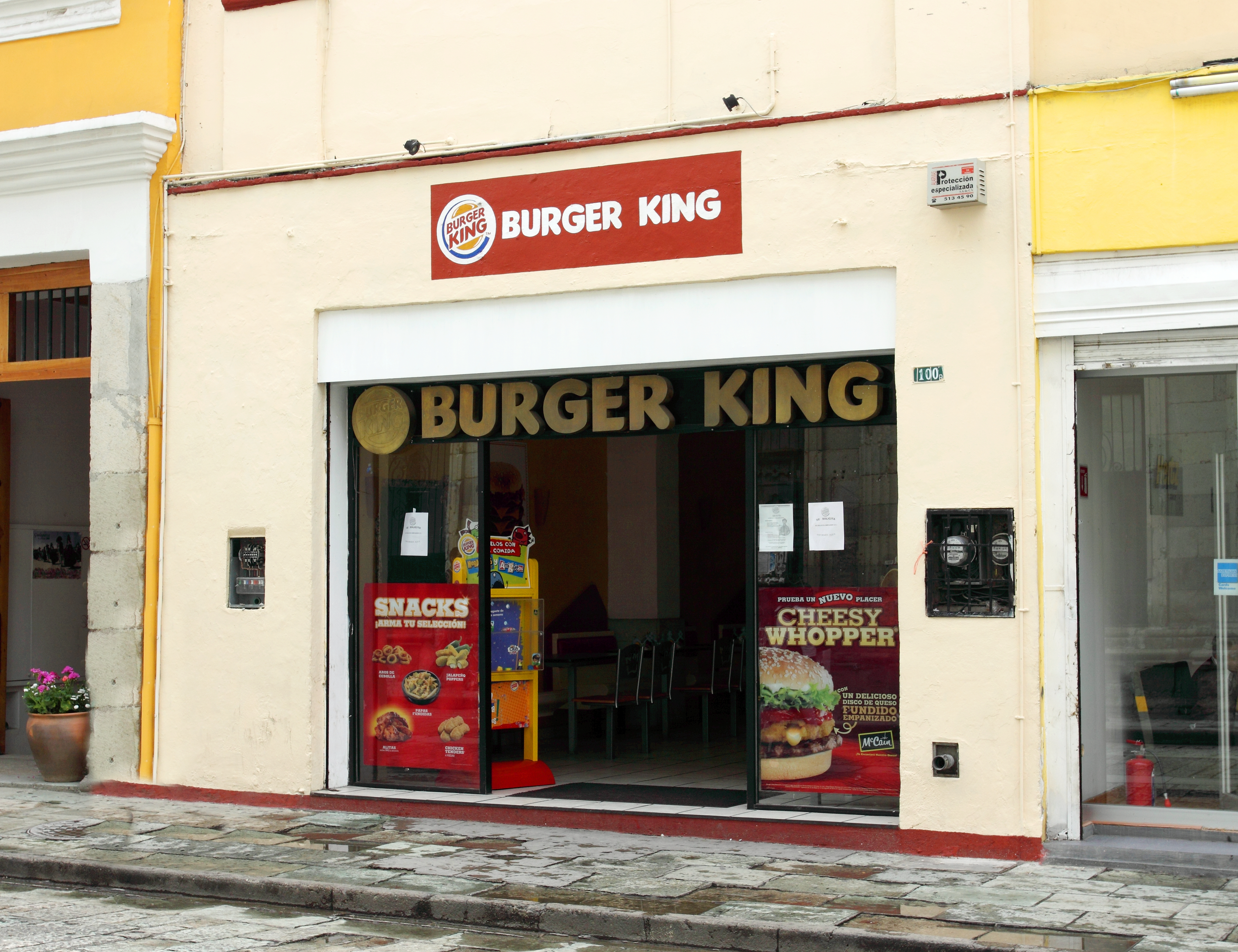
멕시코 오악사카데후아레스의 세계유산 역사 지구에서 운영되도록 개조된 버거킹 가맹점

2001년까지 약 18년간의 정체된 성장 끝에, 가맹점의 상태는 회사의 가치에 영향을 미치기 시작했다. 성장 부족으로 가장 큰 영향을 받은 가맹점 중 하나는 약 400개의 매장을 보유한 아메리킹 주식회사(AmeriKing Inc.)로, 버거킹의 가장 큰 가맹점 중 하나였다. 2002년까지 이 가맹점주(이때까지 거의 3억 달러의 부채에 시달리고 미국 전역에서 매장을 정리하고 있었다)는 챕터 11 파산 신청을 할 수밖에 없었다. 아메리킹의 실패는 버거킹의 가치에 깊은 영향을 미쳤고, 디아지오와 TPC 캐피탈 주도의 그룹 간의 협상을 보류시켰다. 이러한 상황은 결국 디아지오가 체인 전체 판매 가격을 거의 $750 million 낮추게 만들었다. 매각 후, 새로 임명된 최고경영자 브래드 블룸은 재정난에 처했거나 파산했거나 아예 사업을 중단한 가장 큰 네 곳을 포함한 약 20%의 가맹점들을 돕는 프로그램을 시작했다. 캘리포니아 기반의 트리니티 캐피탈 유한회사와 협력하여 회사는 버거킹의 재정난에 처한 가맹점들이 직면한 재정 문제를 해결하기 위한 프로그램인 프랜차이즈 재정 구조조정 이니셔티브를 설립했다. 이 이니셔티브는 가맹점들이 재정적 의무를 이행하고, 레스토랑 운영 우수성에 집중하며, 운영에 재투자하고, 수익성을 회복하도록 돕기 위해 고안되었다.
개별 가맹점들은 아메리킹의 실패를 기회로 삼았다. 버거킹의 지역 소유주 중 한 명인 마이애미 기반의 알 카브레라는 실패한 회사로부터 주로 시카고와 북부 미드웨스트 지역에 위치한 130개 매장을 $16 million에 구매했는데, 이는 원래 가치의 약 88%에 해당했다. 코어 밸류 파트너스로 시작하여 결국 하트랜드 푸드가 된 이 새로운 회사는 재정난에 처한 소유주들로부터 120개의 추가 매장을 구매하여 개조했다. 이로 인해 카브레라는 버거킹의 가장 큰 소수 민족 가맹점주가 되었고, 하트랜드는 회사의 최고 가맹점 중 하나가 되었다. 2006년까지 회사의 가치는 $150 million 이상이었고, 뉴욕 기반의 GSO 캐피탈 파트너스에 매각되었다. 다른 구매자로는 NFL 선수 케빈 폴크, 마커스 앨런, 마이클 스트레이핸의 3인 그룹이 노퍽 (버지니아주)와 리치먼드 (버지니아주)에 있는 17개 매장을 공동으로 구매한 경우, 그리고 신시내티 기반의 가맹점주 데이브 데보이가 32개의 아메리킹 매장을 구매한 경우가 포함되었다. 새로운 장식, 장비 및 직원 재교육에 투자한 후, 이전에 실패했던 매장 중 상당수가 거의 20%의 성장을 보였다.
3G의 구조조정 계획의 일환으로, 회사는 2013년 말까지 회사 소유 지점을 재가맹하여 개인 소유주에게 매각하고 100% 가맹 운영으로 전환하기로 결정했다. 2012년 4월에 시작된 이 프로젝트는 회사가 플로리다, 캐나다, 스페인, 독일 및 기타 지역의 회사 소유 지점을 매각하는 것을 보았다. 이로 인해 2013년 3분기 회사의 수익은 2012년 동기 660만 달러에 비해 6,820만 달러로 증가했다.
2013 회계연도 말 기준으로 버거킹은 전 세계적으로 체인점 햄버거 패스트 푸드 레스토랑 중 두 번째로 큰 체인이었다.:123 업계의 선두 주자인 맥도날드는 32,400개의 매장을 가지고 있었다. 2014년 말 기준으로 버거킹은 미국 매출 기준으로 맥도날드, 스타벅스, 써브웨이에 이어 미국 식품 체인 중 4위를 차지했다. 버거킹은 현재 전 세계에 12,000개 이상의 매장을 보유하고 있다.
2024년 1월, 브랜드 소유주인 레스토랑 브랜드 인터내셔널은 체인의 최대 가맹점인 캐롤스 레스토랑 그룹을 약 10억 달러에 인수할 것이라고 발표했다. 발표 당시 캐롤스는 1,022개의 버거킹 매장(및 60개의 파파이스 매장)을 보유하고 있었다. 목표는 600개의 레스토랑을 리모델링한 다음 5~7년 동안 가맹점에게 다시 판매하는 것이었다. 이러한 움직임은 주로 가맹점 위주였던 기존 모델에서 벗어나는 것을 의미했다.

## 국제 사업

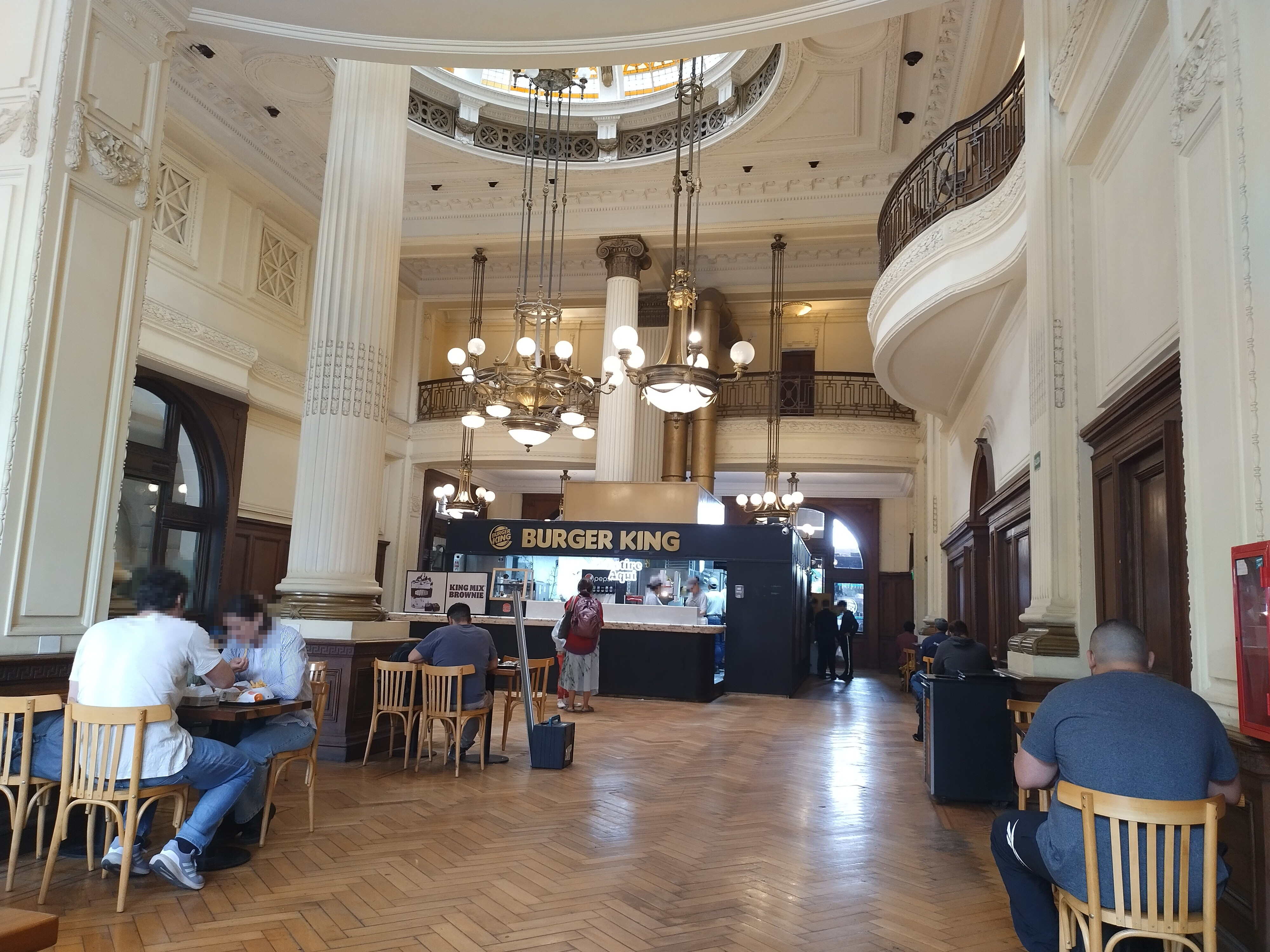
아르헨티나 부에노스아이레스의 레티로 미트레 철도역에 위치한 버거킹.

버거킹은 1963년 푸에르토리코 산후안에 매장을 열면서 미국 대륙 외 지역으로 진출을 시작했지만, 몇 년 후까지 국제적인 입지를 갖지 못했다. 필스버리가 체인을 인수한 직후, 1969년 온타리오주 윈저에 첫 캐나다 레스토랑을 열었다.:66 1971년 호주 이나루 (웨스턴오스트레일리아주)의 퍼스 (웨스턴오스트레일리아주) 교외에 레스토랑을 개점하며 국제적으로 사업을 확장했고, 1975년에는 마드리드에 레스토랑을 개점하며 유럽으로 진출했다. 1982년부터 버거킹과 그 가맹점들은 일본, 중화민국, 싱가포르, 대한민국을 포함한 여러 동아시아 국가에서 매장을 운영하기 시작했다. 심한 경쟁으로 인해 2001년에 일본의 모든 지점은 문을 닫았지만, 버거킹은 2007년 6월에 일본 시장에 재진입했다. 버거킹의 중앙아메리카 및 남미 사업은 1970년대 후반 멕시코에서 시작되었고 1980년대 초반에는 카라카스, 산티아고, 부에노스아이레스에서 시작되었다. 버거킹은 국제 지점 수에서 맥도날드에 12,000개 이상 뒤쳐져 있지만, 2008년 기준으로 멕시코와 스페인을 포함한 여러 국가에서 가장 큰 체인이 되었다.

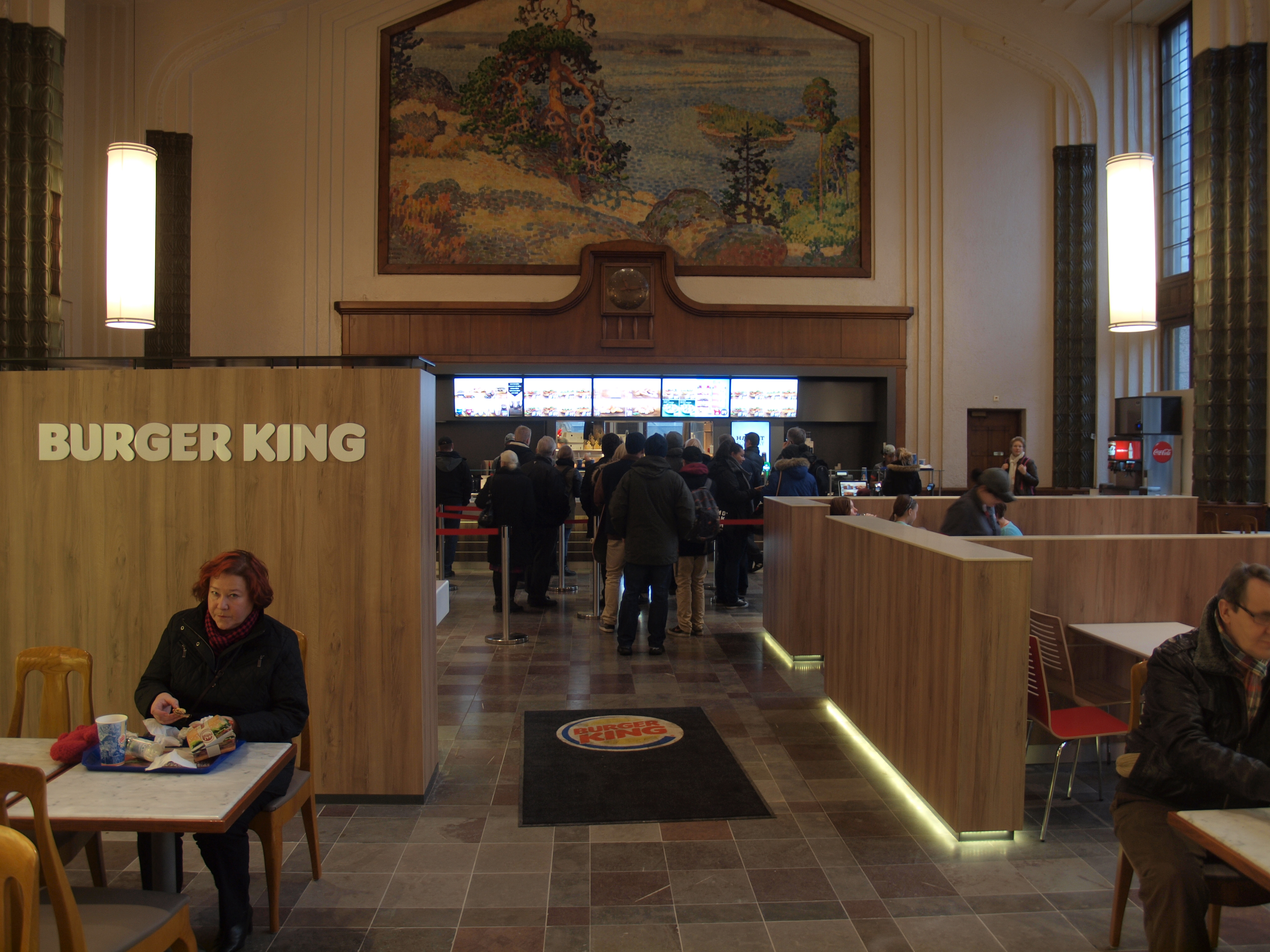
헬싱키 헬싱키 중앙철도역에 (이전에) 위치했던 버거킹.

회사는 국제 사업을 세 가지 부문으로 나눈다. 중동, 유럽 및 아프리카 부문(EMEA), 아시아 태평양 부문(APAC), 라틴 아메리카 및 카리브해 부문(LAC)이다.:5 이 각 지역에서 버거킹은 새로운 영토로 확장하기 위한 전략적 파트너십과 제휴를 개발하기 위해 여러 자회사를 설립했다. EMEA 그룹에서 버거킹의 스위스 기반 자회사인 버거킹 유럽 GmbH는 해당 지역의 버거킹 가맹점 라이선싱 및 개발을 담당한다.:5, Exhibit 21:1 APAC 지역에서는 싱가포르 기반의 BK 아시아 태평양, Pte. Ltd. 사업부가 동아시아, 인도 아대륙 및 모든 대양주 지역의 프랜차이즈를 담당한다.:6, Exhibit 21:1 LAC 지역은 멕시코, 중앙아메리카 및 남미, 카리브해 제도를 포함하며 중앙 운영 그룹은 없다.:6, Exhibit 21:1

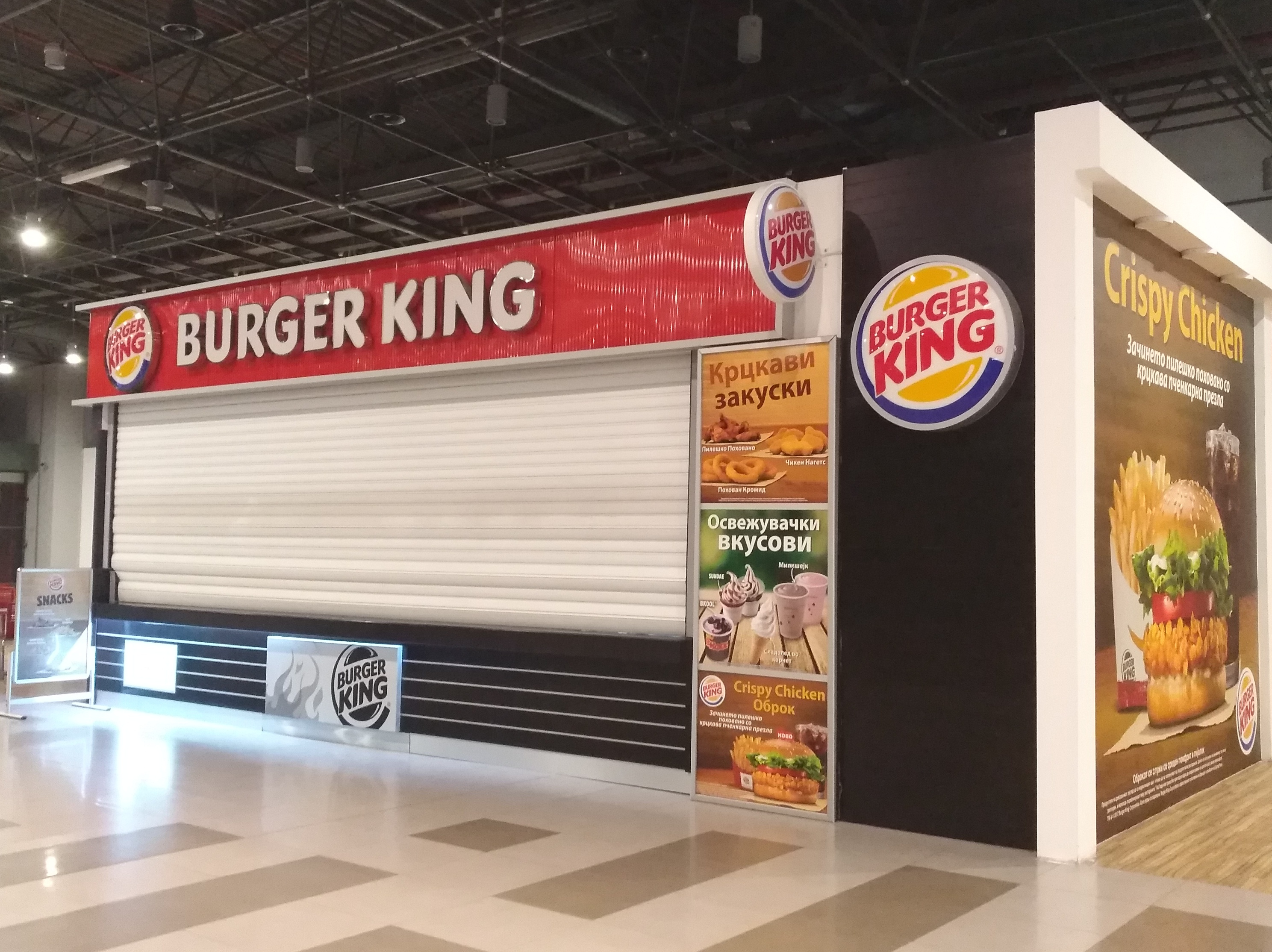
북마케도니아 스코페 국제공항의 버거킹.

호주는 버거킹이 자체 이름으로 운영되지 않는 유일한 국가이다.:6 1971년 회사가 호주에서 사업을 시작했을 때, 애들레이드의 테이크아웃 음식점에서 이미 상표권이 등록되어 있는 것을 발견했다. 그 결과, 버거킹은 호주 가맹점주인 잭 코윈에게 버거킹과 당시 모회사인 필스버리가 이미 등록한 기존 상표에서 파생된 가능한 대체 이름 목록을 제공하여 호주 레스토랑의 이름을 지정할 수 있도록 했다. 코윈은 필스버리의 미국 팬케이크 혼합 제품 중 하나인 "헝그리 잭(Hungry Jack)"이라는 브랜드 이름을 선택하고, 아포스트로피 "s"를 추가하여 소유격 형태로 약간 변경하여 새로운 이름인 헝그리 잭스(Hungry Jack's)를 만들었다. 1990년대 후반 상표권 만료 후, 버거킹은 해당 대륙에 브랜드를 도입하려 했지만 실패했다. 헝그리 잭스 소유주가 제기한 소송에서 패소한 후, 회사는 해당 지역을 가맹점에게 양도했다. 현재 헝그리 잭스는 호주에서 유일한 버거킹 브랜드이다. 코윈의 회사인 헝그리 잭스 유한회사는 마스터 프랜차이즈이며, 따라서 이제 버거킹은 회사와 제품에 대한 공통 마케팅 계획을 보장하기 위해 행정 및 광고 지원만을 제공한다.

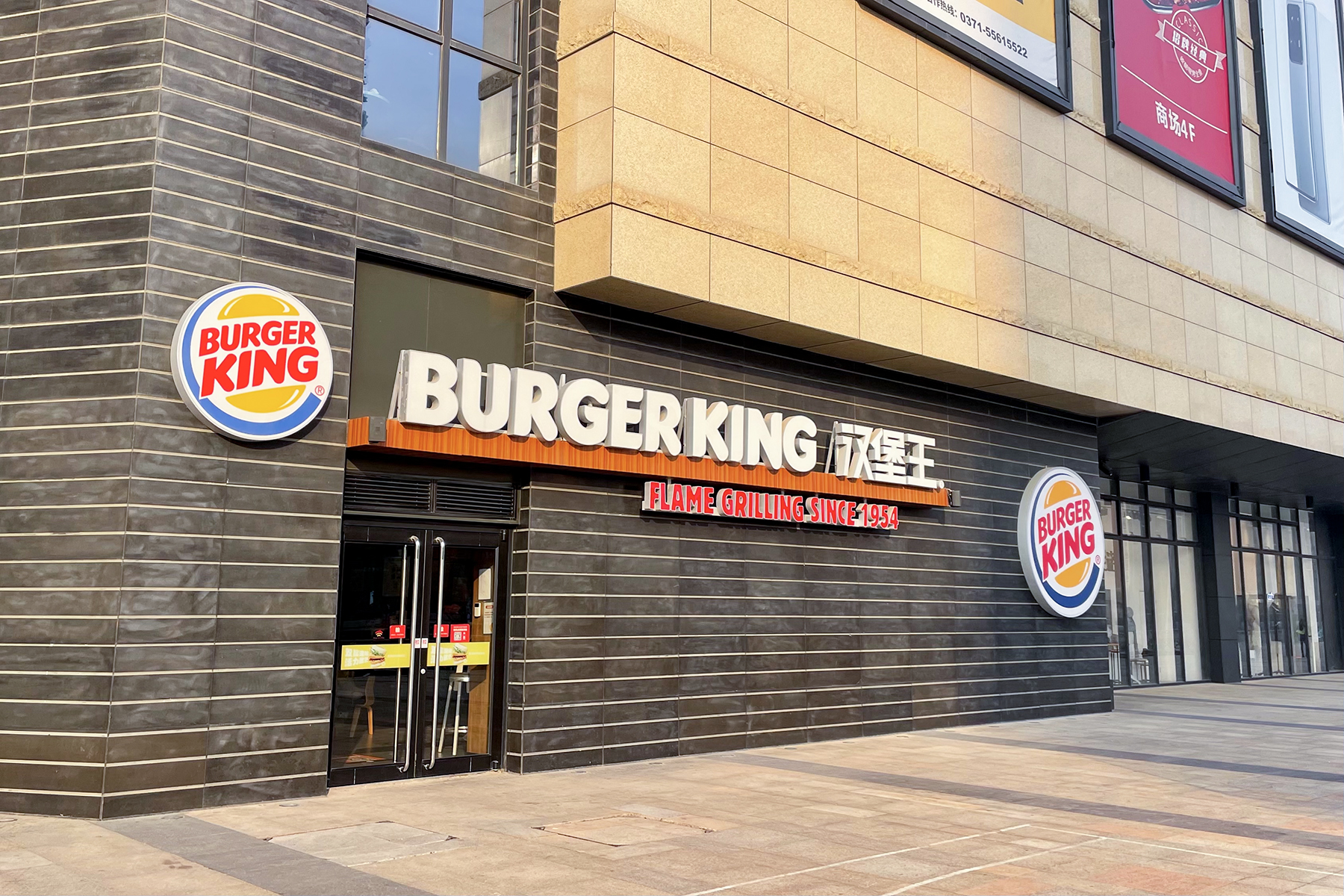
정저우시의 버거킹

2008년부터 시작된 10년간의 기간 동안, 버거킹은 시장 점유율의 80%가 해외 확장, 특히 아시아 태평양 및 인도 아대륙 지역 시장에서 창출될 것으로 예측했다. TPG 주도 그룹은 동유럽, 아프리카 및 중동, 브라질에 새로운 가맹점을 개점할 계획을 발표하며 버거킹의 국제 확장을 계속했지만, 회사의 계획은 인도, 중화인민공화국, 일본의 세 가지 가장 큰 시장에 집중하고 있다. 회사는 2012년 말까지 이 아시아 지역과 마카오와 같은 다른 지역에 250개 이상의 매장을 추가할 계획이다. 인도 시장으로의 확장은 KFC와 같은 다른 패스트 푸드 레스토랑과의 경쟁에서 불리한 위치에 있다. 이는 인도의 많은 힌두인들이 쇠고기를 기피하기 때문이다. 버거킹은 텐더크리스프와 텐더그릴 닭고기 샌드위치와 같은 비쇠고기 제품뿐만 아니라 양고기 샌드위치 및 채식 샌드위치와 같은 다른 제품을 사용하여 해당 국가에서 확장의 장애물을 극복하기를 희망한다. 3G는 전 세계적으로 성장을 계속할 것이며, 투자 수익을 높이기 위해 계획된 확장을 더욱 강화할 것이라고 보고했다.:1 3G의 브라질 기반 경영진 연결망이 버거킹이 브라질과 라틴 아메리카에서 확장하는 데 도움이 될 것으로 예상된다. 버거킹은 이 지역에서 적합한 가맹점을 찾는 데 어려움을 겪고 있었다.:2
2020년 12월, 버거킹 인도는 인도 봄베이 증권거래소와 인도국립증권거래소에서 기업공개 (IPO)를 진행했다. IPO는 150배 이상 초과 청약되었다. 주식은 12월 14일 IPO 가격인 ₹60의 거의 두 배인 ₹112.5에 개장했으며, ₹135에 마감했다.

### 대한민국

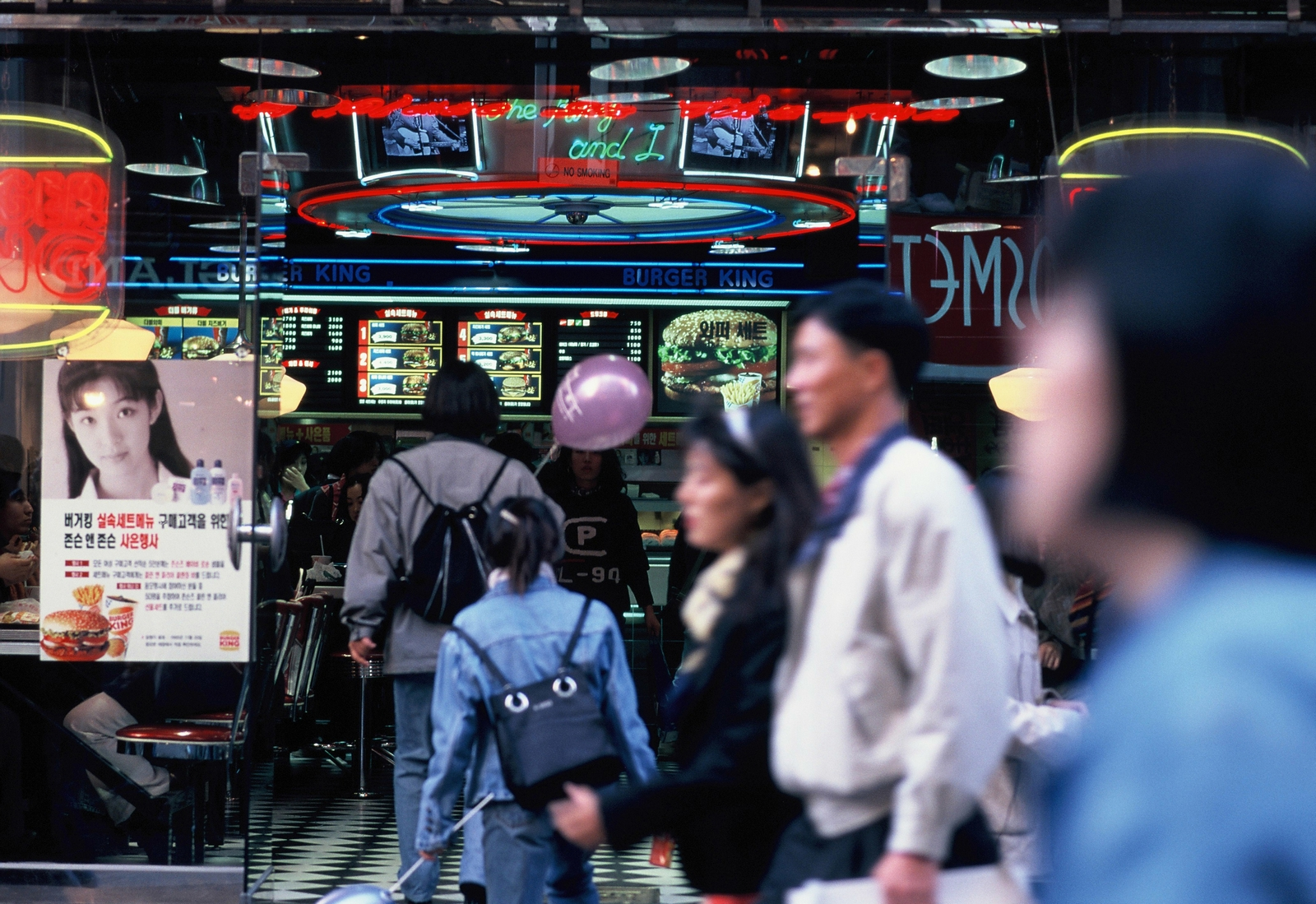
1995년 버거킹 명동점

#### 운영사
대한민국에는 두산그룹이 계열사인 에스알에스코리아(주)를 통해 브랜드를 운영하였으나, 2012년 보고제이호펀드에게 1,100억원의 대금을 받고 버거킹 사업을 매각하였다. 이후 동년 11월 21일에 주식회사 비케이알을 신규 설립하여 상표 운영권이 이전되었다. 비케이알은 2013년 7월부터 기존의 직영점만 운영하는 체제에서 가맹점도 운영하는 체제로 변경했다. 보고펀드는 2016년 2월 19일 2,100억원에 홍콩계 사모펀드 어퍼너티에쿼티파트너스(AEP)에 매각했다.
비케이알은 RBI 계열로 들어온 팀홀튼의 대한민국 운영도 맡고 있다.

#### 매장 분포
BKR에 새로 취임한 문영주 대표의 공약대로 2019년 9월 기준 전국에 369개로 급속히 확장 중이나, 수도권에 편중되어 있다. 현재 충청, 호남 지역을 중심으로 점포수가 급속도로 확장세에 있다.
그리고 몇 개 없는 지방쪽 점포도 광역시를 비롯한 대도시 지역에 편중되어 있다. 다만 그래도 아직 많이 분포되어있지 않아서 다른 매장들에 비하면 굉장히 띄엄띄엄 분포되어있다. 그래서 광역시인데도 근처 버거킹들이 죄다 지하철 3정거장 4정거장 거리에 있는 경우가 있는 경우가 많다. 부산만 해도 부산 전 지역을 통틀어서 버거킹이 열댓곳 밖에 없다. 근처 양산이나 김해까지 포함시켜야 점포가 겨우 스무개를 넘긴다. 심지어 3군데를 몽땅 다 합쳐도 점포가 30개가 안 된다. 그나마 지방 소도시들 중에서 외국인의 비중이 있는 거제시가 인구 20만 임에도 2개점을 가지고 있다. 서울은 중구 하나에만 점포가 10군데가량 된다는 걸 생각하면 수도권과 아닌 곳의 점포 숫자 자체가 비교가 안 된다는 것을 알 수 있다. 2014년부터 급속도로 확장세라고 했는데 2020년에도 매장 숫자가 이러니 사실상 수도권에서나 자주 보이는 브랜드지 지방에서는 배달 시켜먹는거 아니면 구경하기도 힘든 브랜드이다.
참고로 24시간 운영 매장은 강남교보점, 건대입구역점, 신당역점, 신림역점, 연세로점, 청담점, 길동사거리점, 부산태화점, 까치산역점, 종로점, 부산대연GS점, 시흥정왕점, 평촌금성GS점, 사당역점, 장안SK점, 인천송도DT점, 경대병원역SK점, 구리SK점, 부산서부터미널점, 의정부DT점, 인천공항점, 동두천DT점, 신촌점, 천안쌍용대로DT점,대전둔산1점이다.

#### 매장 역사
- 1호점 : 종로점 (서울특별시 종로구 종로 94)
- 100호점 : 석촌점 (서울특별시 송파구 송파대로 448)
- 200호점 : 인천 송도DT점 (인천광역시 연수구 송도과학로 13)
- 300호점 : 약수역점 (서울특별시 중구 다산로 142)
- 400호점 : 포천 축석휴게소FS점 (경기도 포천시 소흘읍 호국로 66)

##### 대형마트 내
- 서울특별시: 이마트용산점
- 경기도: 이마트성남점, 이마트하남점, 이마트서수원점, 홈플러스의정부점
- 대구광역시: 이마트대구성서점

## 동물복지
버거킹 제품에 사용되는 동물복지는 회사의 활동 대상이자 논란의 원인이었다.
2001년, 버거킹은 공급업체의 가금류 처우에 대한 기업 캠페인에 따라 PETA와 협약을 맺었다. 이 협약은 제3자 규제 감시를 포함한 동물복지 표준 이행을 위한 틀을 마련했다.
2006년 PETA는 버거킹의 모회사의 주주로서, 더욱 인도적이고 비용 효율적인 도축 방법으로 통제된 분위기 도축(CAK) 채택을 지지하는 결의안을 이사회에 상정했다. 이에 버거킹은 2007년 새로운 공급업체 정책을 발표하며 CAK를 우선하고, 점진적으로 케이지 없는 달걀과 사육장 없는 돼지고기 사용을 약속했다. 이러한 변화는 동물복지 준수에 있어 더 높은 산업 표준을 확립하는 것으로 옹호 단체들에 의해 인정받았다.
2017년에 버거킹은 "닭고기 공급업체가 고복지 닭 품종만 사육하고, 사육 밀도를 줄이며, 헛간 내부의 조명 수준과 깔짚 품질을 개선하고, 도살 전에 통제된 분위기 스터닝(기절)을 사용하여 닭을 의식 불명 상태로 만들어 도살 방법을 극적으로 개선하고 닭의 생활 조건을 향상시키도록 요구할 것"이라고 밝혔다. 그러나 2023년 월드 팜 컴패션의 보고서에 따르면 버거킹은 약속 준수 진행 상황을 보고하지 않아 동물 옹호자들 사이에서 약속이 지켜지지 않고 있다는 우려를 불러일으켰다.
버거킹은 임파서블 푸즈의 식물성 고기 대체품으로 만든 와퍼를 출시한 것과 영국에서 "비건 로열"과 같은 비건 메뉴 항목을 도입한 것으로 동물 옹호자들로부터 칭찬을 받았다. 버거킹 영국은 2030년까지 50%의 채식주의 메뉴를 제공하겠다고 약속했다.

## 논란
PETA, 정부 및 사회 단체, 그리고 노조 및 업계 단체와 같은 그룹들과의 논란과 분쟁은 다양한 주제로 인해 발생했다. 이러한 상황은 동물권, 기업의 사회적 책임, 기업 윤리 및 사회 정의와 같은 법적 및 도덕적 개념을 다루었다. 많은 경우에 이러한 상황은 법적 문제를 제기하거나 법적 준수 문제를 다루거나 계약법 절차의 변경 또는 당사자 간의 구속력 있는 합의와 같은 법적 구제책을 초래했다. 이러한 법적 문제의 해결은 종종 회사가 공급업체 및 가맹점과 상호 작용하고 계약을 협상하는 방식 또는 대중과 사업을 하는 방식을 변경시켰다.
한 가지 예는 이슬람 신자들이 영국에서 판매되는 디저트 포장지의 홍보 이미지에 대한 이슬람 교회법인 샤리아 해석을 두고 제기된 문제로, 문화적 민감성 문제를 불러일으켰다. 이는 앞선 예시와 함께 기업이 서비스하는 지역 사회에서 원활한 사업 운영을 보장하기 위해 무엇을 해야 하는가에 대한 더 큰 질문을 제기했다.

## 법적 소송 및 분쟁

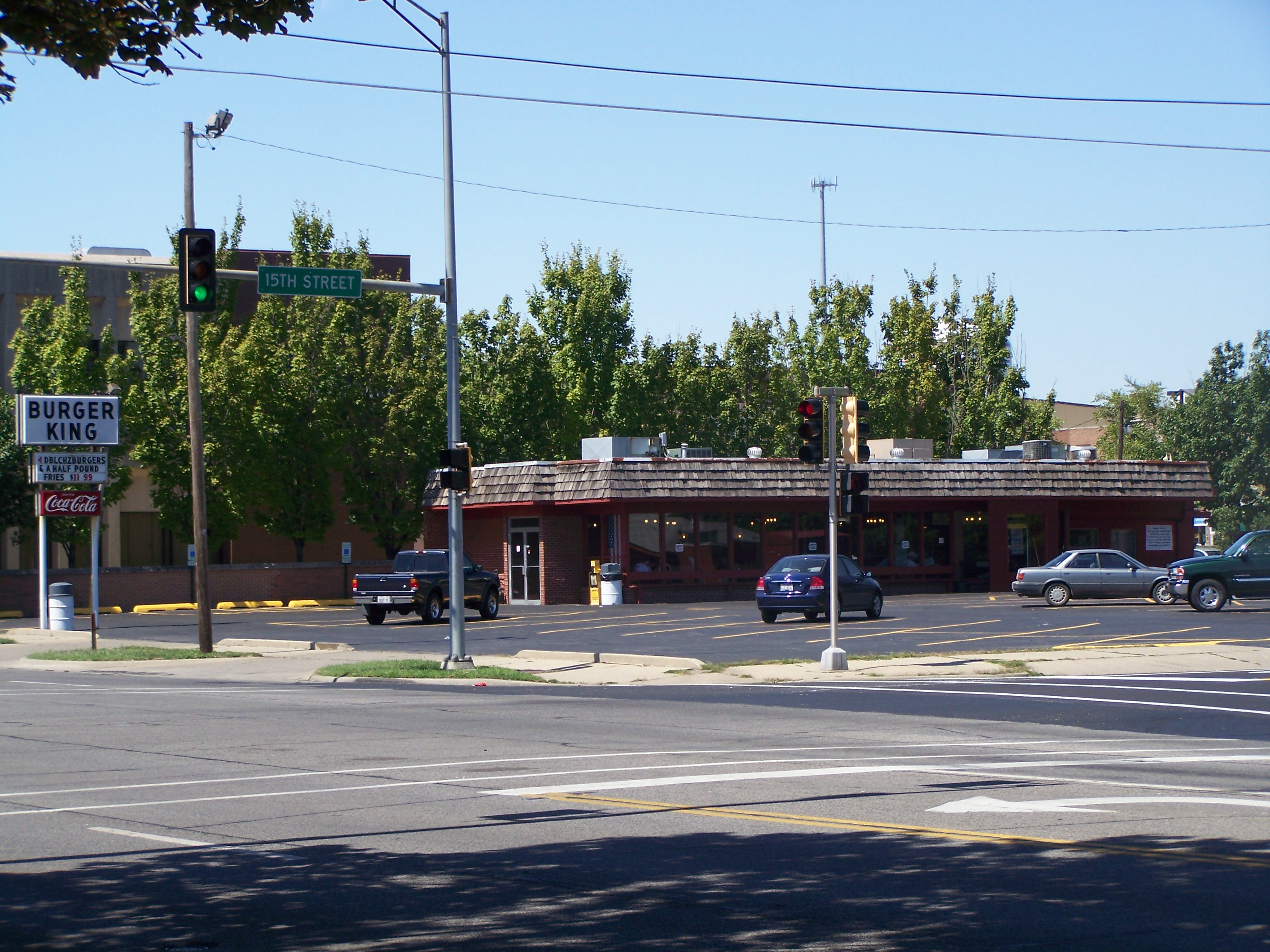
일리노이주 매툰의 버거킹 레스토랑, 원래 후츠 가문이 소유했다. 이 지점은 버거킹의 주요 소송 대상 중 하나였다.

버거킹은 1954년 설립 이래로 원고와 피고 양측으로 여러 법적 분쟁과 소송에 휘말렸다. 이러한 사건 발생 당시의 소유주와 경영진에 따라, 회사의 이러한 도전에 대한 대응은 비판가 및 소송 당사자와의 화해적인 대화에서부터 의심스러운 전술과 부정적인 결과를 초래하는 보다 공격적인 반대에 이르기까지 다양했다. 이러한 다양한 문제에 대한 회사의 대응은 칭찬을 받았고 어떤 경우에는 정치적 회유라는 제안도 있었다.
버거킹이 관련된 소송의 법적 결정들은 장기 소송법, 가맹 계약의 한계, 그리고 윤리적인 사업 관행에 대한 계약법 판례를 확립했다. 이러한 결정들 중 다수는 시장 전체를 계속해서 형성하는 일반적인 사업 거래를 정의하는 데 도움이 되었다.

### 상표 분쟁
일리노이주 매툰에 있는 버거킹이라는 이름의 무관한 레스토랑 소유주들과의 상표 분쟁은 연방 소송으로 이어졌다. 그 결과, 더 큰 버거킹 체인은 매툰 버거킹의 20마일 반경 내에 어떠한 가맹점도 건설하지 못하도록 명령받았다. 남호주에 있는 같은 이름의 상점 소유주가 가지고 있던 기존 상표 때문에 회사는 호주에서 이름을 "헝그리 잭스"로 변경해야 했다. 텍사스의 다른 주 상표권 때문에 회사는 샌안토니오 주변 여러 카운티에서 대표 제품인 와퍼를 포기할 수밖에 없었다. 회사는 1995년에 버거킹이라는 이름의 다른 체인의 설립자들에게 비용을 지불한 후에야 캐나다 앨버타주 북부로 진출할 수 있었다.

### 이스라엘 정착촌의 가맹점
중동 지역으로 사업을 확장하는 과정에서 추가적인 논란이 발생했다. 이스라엘 점령지에 있는 이스라엘 정착촌인 마알레 아두밈에 버거킹 지점을 개설한 것은 국제법에 따른 이스라엘 정착촌의 합법성에 대한 논란이 심한 국제 분쟁으로 인해 버거킹과 이스라엘 가맹점 간의 채무불이행 분쟁으로 이어졌다. 이 논란은 결국 국제법의 적용 및 준수와 관련하여 여러 대륙의 이슬람 및 유대인 단체를 포함하는 지정학적 분쟁으로 확대되었다. 이 사건은 결국 22개국 아랍 연맹 회원국들의 반응을 불러일으켰다. 리그 내 이슬람 국가들은 회원국 영토 내에서 버거킹의 사업자등록증 취소를 포함한 법적 제재를 가하겠다고 공동으로 위협했다.

### 기타 소송
2019년 4월 9일, 네이션즈 레스토랑 뉴스는 버거킹이 텍사스주 할링전의 한 레스토랑에서 비위생적인 환경이 발견된 후 텍사스주 남부의 37개 매장에서 버거킹 상표를 제거하기 위해 프리츠 매니지먼트 유한회사를 상대로 소송을 제기했다고 보도했다. 2019년 5월, 이 소송은 가맹점인 프리츠 매니지먼트(선 홀딩스 Inc.의 자회사)가 37개 모든 매장의 상표를 유지하는 것으로 합의되었다.

2019년 11월 19일, 조지아주 애틀랜타 출신의 비건이 버거킹을 상대로 소송을 제기했다. 그들은 임파서블 와퍼 버거가 쇠고기 버거와 같은 그릴에서 조리된다는 사실을 명확히 밝히지 않아 거짓 광고를 했다고 주장했다. 이 소송은 기각되었다.
2022년 3월 28일, 버거킹을 상대로 소송이 제기되었는데, 패스트푸드 체인이 와퍼를 "광고에서 실제보다 약 35% 더 크게 보이도록" 거짓 광고를 했다고 주장했다. 2025년 5월 5일, 연방 판사 로이 알트만은 이 사건의 진행을 허용하며, 광고와 실제 버거 간의 차이는 수제 음식의 전형적인 것이며 표준 마케팅 관행이라는 버거킹의 주장에도 불구하고, 주장이 소비자들이 오도되었을 가능성을 합리적으로 시사하며 플로리다 법이 특별한 관계 없이도 그러한 허위 진술 소송을 허용한다고 밝혔다.

## 자선 기부 및 서비스
버거킹은 두 개의 내부 국가 자선 단체 및 프로그램을 운영한다. 하나는 미국 기반의 비영리 (501(c)(3)) 법인인 "Have It Your Way Foundation"으로, 미국의 대학 장학금 프로그램을 통해 기아 완화, 질병 예방 및 지역 사회 교육에 다각적으로 초점을 맞추고 있다. 다른 자선 단체는 또한 비영리 501(c)(3) 법인인 "McLamore Foundation"으로, 미국 및 그 해외 영토의 학생들에게 장학금을 제공한다.
미국 전역의 다양한 지역에서 버거킹과 그 가맹점들은 소아암 연구 및 치료를 지원하는 여러 자선 단체와 제휴했다. 매년 이러한 연합체는 "어린이를 위한 기회(A Chance for Kids)"라는 기금 모금 행사를 개최하며, 버거킹 레스토랑에서는 1달러에 복권 (도박) 스타일의 스크래치 카드를 판매한다. 각 카드는 일반적으로 음식 또는 음료 제품을 포함하는 당첨 상품을 제공하지만, 쇼핑 경품이나 여행과 같은 (더 희귀한) 상품도 포함된다. 미국 북동부에서 버거킹은 메이저 리그 베이스볼 팀인 보스턴 레드삭스와 그 자선 재단인 지미 펀드와 제휴했다. 이 단체는 보스턴에서 대회를 운영한다. 뉴욕시 지역에서는 버거킹 어린이 자선 단체 메트로 뉴욕 및 뉴욕 양키스와 협력하여 대회를 운영한다. 이 지역에서 모금된 기금은 보스턴에 위치한 다나-파버 암 연구소를 지원하는 데 사용된다. 네브래스카에서는 이 회사가 네브래스카 대학교 의료 센터의 UNMC 에플리 암 센터에서 리즈스 레거시 암 기금 "BK 비트 캔서 포 키즈" 프로그램과 제휴했다. 피츠버그 지역에서는 버거킹 암 간호 센터 설립을 지원했는데, 이는 암 환자의 가족과 친구들을 위한 지원 단체이다.

## 제품

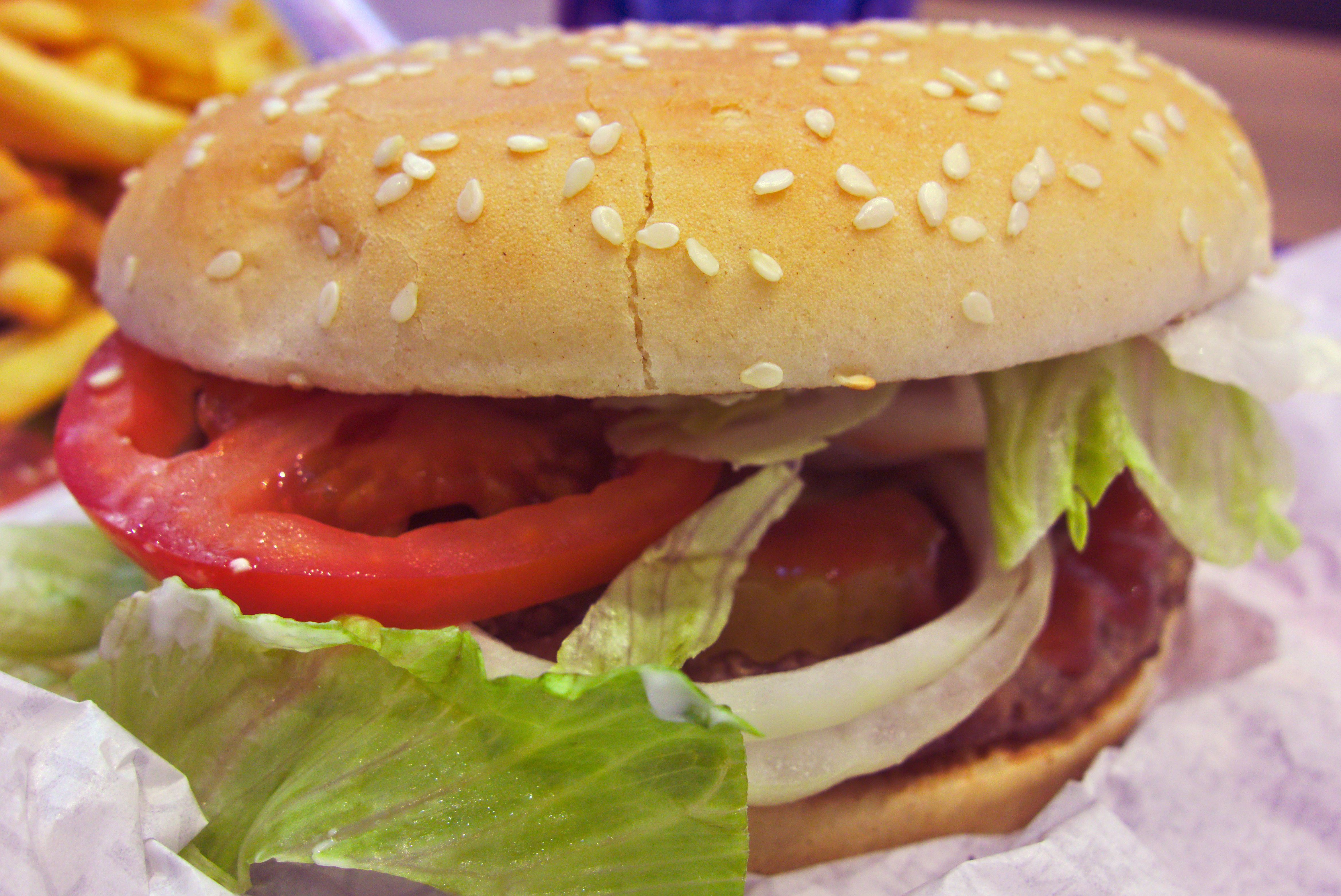
버거킹의 대표 제품인 와퍼 샌드위치

1953년 잭슨빌에 버거킹의 전신이 처음 문을 열었을 때, 메뉴는 주로 기본 햄버거, 감자튀김, 청량 음료, 밀크셰이크, 후식으로 구성되었다. 1954년에 마이애미, 플로리다 가맹점들에게 인수되어 현재의 이름으로 바뀐 후, 버거킹은 1957년에 와퍼 샌드위치를 추가하면서 메뉴를 확장하기 시작했다. 이 쿼터 파운드(4 oz (110 g)) 햄버거는 당시 버거킹의 새로운 소유주인 제임스 맥라모어와 데이비드 에저턴이 다른 버거 아웃렛들과 차별화하기 위해 만들었다. 창업 이래로 와퍼는 버거킹과 동의어가 되었고, 많은 광고의 초점이 되었다. 회사는 심지어 새로운 키오스크 스타일 레스토랑의 이름을 와퍼 바로 지었다.
도널드 스미스의 오퍼레이션 피닉스 메뉴 구성 요소는 1978년에 시작되었고 1979년 버거킹 스페셜티 샌드위치 라인 추가로 이어졌다. 새로운 제품 라인은 새로운 닭고기와 해산물 메뉴를 포함한 비햄버거 샌드위치로 버거킹 메뉴의 폭을 크게 넓혔다. 새로운 스페셜티 샌드위치 라인은 특정 인구 통계, 이 경우 18-34세 성인을 대상으로 한 최초의 시도 중 하나였다. 이들은 더 높은 품질의 제품에 더 많은 돈을 쓸 의향이 있었다.:119 스미스의 다른 중요한 메뉴 기여 중 하나는 아침 (식사) 제품 라인의 추가였다. 이 시점까지 버거킹은 이 시장에 진출하지 않았다. 1983년 크루아상위치가 추가된 것을 제외하고, 아침 식사 메뉴는 1985년 메뉴 개편까지 맥도날드 제품과 거의 동일하게 유지되었다. 이 확장은 버거킹의 "AM 익스프레스" 제품 라인을 도입했으며, 프렌치 토스트 스틱과 머핀과 같은 새로운 제품을 추가했다.
회사는 미국 내외로 확장하면서 지역 취향과 문화적 또는 종교적 신념에 맞는 현지화된 제품 버전을 도입했다. 국제적으로는 와퍼에 데리야키 또는 비트 (뿌리)와 달걀 프라이와 같은 재료를 추가하고, 독일, 이탈리아, 스페인에서는 맥주를, 중동과 이스라엘에서는 할랄 또는 카셰르 제품을 추가한다. 추가 매출을 창출하기 위해 버거킹은 핵심 제품의 변형이거나 장단기 판매를 위한 신제품인 기간 한정 제공(LTO)을 가끔 도입한다. 텍사스 더블 와퍼와 버섯 및 스위스 치즈로 만든 다양한 샌드위치와 같은 품목은 몇 년 동안 메뉴에 포함되었다가 제외되었지만, 1993년 미트로프 스페셜티 샌드위치 제공과 함께 제공된 제한된 식탁 서비스 및 특별 저녁 식사 메뉴는 관심을 끌지 못하고 중단되었다.

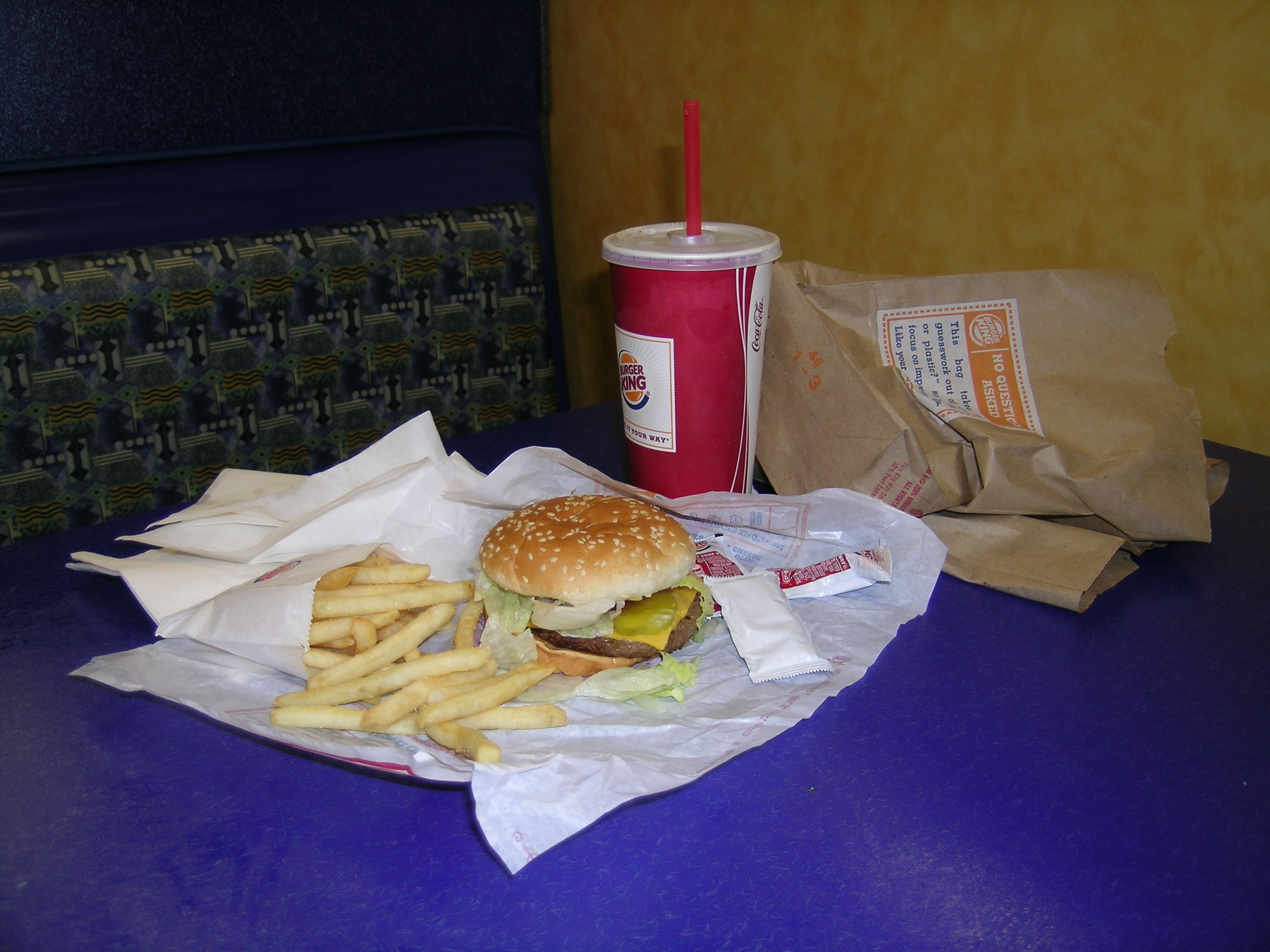
작은 감자튀김, 와퍼 주니어, 음료, 하인즈 케첩 봉지를 포함한 식사

가능한 한 많은 인구 통계 그룹에 어필하고 경쟁사인 웬디스와 더 잘 경쟁하기 위해 버거킹은 1993년 99¢, US$1.99, $2.99 가격의 다단계 가치 메뉴를 추가했다. 당시 최고경영자 제임스 애덤슨의 오퍼레이션 피닉스라는 기본으로 돌아가기 프로그램의 일환으로 추가된 이 메뉴는 가치 메뉴뿐만 아니라 가치 식사 라인도 추가하려는 시도였다. 다단계 메뉴는 1998년에 더 표준적인 가치 메뉴로 대체되었고, 가치 식사는 별도의 메뉴 부문으로 분리되었다. 이 가치 메뉴에는 와퍼 주니어, 5조각 버거킹 치킨 너겟, 베이컨 치즈버거, 중간 사이즈 감자튀김, 중간 청량 음료, 중간 양파링, 작은 밀크셰이크 등 7가지 제품이 포함되었다. 2002년과 2006년에 버거킹은 가치 메뉴를 개편하여 칠리 (요리)와 로데오 치즈버거와 같은 여러 다른 제품을 추가하고 제거했다. 이들 품목 중 다수는 현재 단종되거나 수정되거나 지역 메뉴 옵션으로 강등되었다. 더 성인 취향에 맞추기 위해 버거킹은 2003년에 여러 새로운 제품을 메뉴에 도입했다. 여기에는 몇 가지 새로운 또는 개편된 닭고기 제품, 새로운 샐러드 라인, 그리고 자체 BK 조 커피 브랜드가 포함되었다. 이 새로운 제품 중 일부, 예를 들어 이노머스 오믈렛 샌드위치 라인과 BK 스태커 라인은 많은 양의 불건강한 지방과 트랜스 지방으로 인해 부정적인 관심을 받았다. 이들 제품 중 다수는 통닭 가슴살, 앵거스 쇠고기, 체다 치즈 및 페퍼잭과 같은 자연 치즈와 같은 고품질 재료를 특징으로 했다. 다시 말하지만, BK 바게트 라인과 같은 이들 제품이 모두 판매 기대치를 충족한 것은 아니다.
2010년 회사를 인수한 후, 3G는 이전 소유주 하에서 지배적이었던 남성 중심 메뉴에서 벗어나도록 고안된 메뉴 구조조정 프로그램을 시작했다. 처음으로 도입된 주요 품목은 2011년 3월에 버거킹 치킨 너겟 제품을 재구성한 것이었다. 다음 몇 달 동안 약 20개의 신제품이 개발되었고, 셰프스 초이스 버거를 포함한 다른 제품들은 재구성되었다. 결국 10개 품목으로 정리된 버거킹은 2011년부터 2012년까지 미국 전역에 품목을 배치하기 시작했으며, 공식 출시는 2012년 4월에 시작되었다. 변경 사항에는 새로운 소프트 서브 제품, 스무디, 프라페 및 닭고기 스트립이 포함되었다. 와퍼는 새로운 종류의 치즈와 포장으로 이 도입 라운드에서 가장 눈에 띄게 재구성된 제품이었다.
2015년 말, 버거킹의 모회사인 레스토랑 브랜드 인터내셔널은 자사의 자회사 중 어느 곳도 인간 건강에 "매우 중요한" 항생제를 투여받은 닭고기를 사용하지 않을 것이라고 발표했다. 이 발표는 특정 종류의 박테리아를 죽이는 약물이 하나뿐인 소수의 항생제에만 해당되었으며, 이 발표는 모든 항생제 사용을 중단하라는 옹호자들에 의해 "작은 단계"로 묘사되었다.
2019년 버거킹은 임파서블 푸즈의 식물성 패티를 사용한 채식주의 버거인 "임파서블 와퍼" 버거를 출시했다.
2020년 2월, 버거킹은 2020년 말까지 와퍼에서 인공 보존료, 색소, 향료를 제거할 것이라고 발표했다. 2020년 7월, 버거킹은 저메탄 사료를 먹인 소로 만든 와퍼 패티를 판매하기 시작할 것이라고 발표했다.
2021년 후반과 2022년 초, 회사는 인플레이션 압력과 드라이브스루 속도 향상을 위해 가치 품목을 줄이고 제품 구성을 변경할 것이라고 발표했다.
2021년 후반과 2022년 초, 회사는 인플레이션 압력과 드라이브스루 속도 향상을 위해 가치 품목을 줄이고 제품 구성을 변경할 것이라고 발표했다.
2022년 말, 버거킹은 레스터 광장과 브리스톨의 고기 없는 임시 레스토랑에서 비건 제품을 성공적으로 시험한 후, 2023년에 식물성 베이컨, 식물성 치즈, 더 베지테리언 버처에서 만든 비건 버거로 만든 비건 로열 베이컨 킹을 제공할 것이라고 발표했다.

### 장비
메뉴와 마찬가지로 회사가 햄버거를 조리하는 장비도 회사가 확장됨에 따라 진화했다. 버거는 항상 기계적으로 브로일링되었다. 원래 장비인 인스타-브로일러는 인스타-버거 킹 설립자들이 새 레스토랑을 열기 전에 구입한 두 가지 장비 중 하나였다.:27 인스타-브로일러는 와이어 바구니에 12개의 버거 패티를 조리하여 패티가 양쪽에서 동시에 조리될 수 있도록 했다.:27 맥라모어와 에저턴이 회사를 인수했을 때, "인스타-" 접두사를 삭제하는 것 외에도 "플레임 브로일러"라는 개선된 장치로 변경했다. 두 사람이 설계하고 움직이는 체인에서 고기를 조리하는 고정 버너를 특징으로 하는 이 장치는 유사한 조리 속도를 유지하면서 고장이 덜 발생했다. 회사는 다음 40년 동안 이 형식을 유지하다가, 버거킹이 다양한 조리 속도와 시간을 가진 여러 항목을 처리할 수 있는 가변 속도 브로일러를 개발하기 시작했다. 이 새로운 장비는 1999년에 시험을 시작했고 결국 2008-2009년에 회사 전체에 배포된 두 가지 모델로 진화했다. 이 새로운 브로일러와 함께 새로운 음식 보관 장비가 도입되었으며, 조리된 제품에 대한 컴퓨터 기반 제품 모니터링 시스템도 함께 제공되었다. 이 모니터링 시스템은 제품 품질을 보다 정확하게 추적할 수 있을 뿐만 아니라 회사와 가맹점에게 판매 및 제품 사용량을 보다 정확하게 예측하여 비용을 간소화할 수 있는 방법을 제공한다.

## 광고

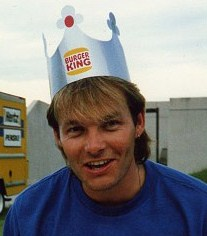
닉 반 이드가 착용한 버거킹 "왕관"

1954년 설립 이래 버거킹은 성공적이고 실패적인 다양한 광고 프로그램을 사용했다. 1970년대에는 "Hold the pickles, hold the lettuce..."와 같은 징글, 현재의 마스코트 버거킹의 영감, 그리고 "Have it your way" 및 "It takes two hands to handle a Whopper"와 같은 잘 알려지고 패러디된 슬로건이 나왔다.
버거킹은 1981년 10대 시절의 세라 미셸 겔러를 내세운 패스트푸드 업계 최초의 공격 광고를 선보였다. 버거킹 버거가 경쟁사인 맥도날드보다 크고 맛이 좋다고 주장한 이 TV 광고는:66 맥도날드 모회사 경영진을 격분시켜 관련 모든 당사자를 고소하게 만들었다. 1980년대 초부터 약 2001년까지 버거킹은 "미스터 로저스"를 흉내 낸 배우가 버거킹 버거가 최고라고 주장하는 "미스터 로드니" 광고 (이 광고는 실제 미스터 로저스 본인이 문제를 제기했다)와 가장 큰 광고 실패작인 "허브는 어디에?"를 포함하여 여러 차례 실패한 슬로건과 프로그램을 제작한 광고 대행사와 협력했다.
버거킹은 1977년 영화 스타워즈 (영화)를 홍보하기 위해 조지 루카스의 루카스필름과 성공적인 파트너십을 맺고 영화의 주요 캐릭터를 담은 음료수를 판매하는 등 "제품 연계"라고 알려진 광고 관행의 선구자였다. 이 프로모션은 패스트 푸드 레스토랑 업계에서 최초 중 하나였으며 현재까지 이어지는 패턴을 확립했다. 버거킹의 이 분야에서의 초기 성공은 1982년 맥도날드와 월트 디즈니 컴퍼니 간의 거래로 가려졌다. 이 거래는 1980년대 중반부터 1990년대 초반까지 디즈니 애니메이션 영화를 홍보하는 것이었다. 1994년, 디즈니는 맥도날드에서 버거킹으로 전환하여 월트 디즈니 애니메이션 스튜디오의 알라딘 (1992년 영화) (1992), 미녀와 야수 (1991년 영화) (1991), 라이온 킹 (1994), 그리고 픽사의 토이 스토리 (1995)와 같은 상위 10개 영화를 포함하는 10편의 영화 홍보 계약을 체결했다. 버거킹은 드림웍스 픽처스의 영화 스몰 솔저 (1998)를 홍보하기 위해 키즈밀 장난감을 만들었다. 이 영화는 PG-13 등급이었기 때문에 논란이 있었다. 그 결과, 버거킹은 홍보 광고를 더 나이가 많은 관객을 대상으로 변경했고, 장난감과 함께 "스몰 솔저 영화는 어린 아이들에게 부적절한 내용을 포함할 수 있습니다."라고 적힌 안내 책자를 포함했다. 1999년 포켓몬스터 프랜차이즈의 인기 절정기에 진행된 파트너십은 회사에게 엄청난 성공을 거두었으며, 많은 지점에서 장난감과 교체품이 빠르게 매진되었다. 1999년 12월, 두 건의 위험한 사건이 포켓볼 장난감과 관련하여 발생했으며, 이 중 한 건은 13개월 된 아이의 사망을 초래하여 장난감은 리콜되었다.
2002년 TPG (기업)에 버거킹이 인수된 직후, 새로운 최고경영자인 브래드 블룸은 실패한 광고 프로그램을 전면 개편하여 회사의 운명을 바꾸기 시작했다. 2003년, 버거킹은 마이애미 기반의 광고 대행사 크리스핀 포터 + 보거스키 (CP+B)를 고용했고, 이 회사는 일련의 새로운 캠페인을 통해 광고를 완전히 재편했다. CP+B는 고객을 위한 캠페인을 만들 때 힙하고 전복적인 접근 방식을 사용하는 것으로 유명했으며, 이는 버거킹이 찾던 바로 그 방식이었다. 그들의 전략은 1970년대/1980년대 버거킹 킹덤 어린이 광고 캠페인에서 사용되었던 재설계된 버거킹 캐릭터를 캐리커처적인 변형으로 사용했으며, 이제 단순히 "더 킹"이라고 불렸다.
매우 성공적이었지만, CP+B의 일부 광고는 성 차별이나 문화적 비민감성으로 비난받았다. 버거킹의 새로운 소유주인 3G 캐피탈은 2011년에 CP+B와의 관계를 종료하고, 맥개리보웬에게 광고를 맡겨 시장 확장을 목표로 한 새로운 제품 중심 캠페인을 시작했다.
또한, CP+B는 서비시언트 치킨과 가짜 뉴 메탈 밴드인 콕 로크와 같은 일련의 새로운 캐릭터를 만들었으며, 이는 마이스페이스와 다양한 버거킹 기업 페이지와 같은 사이트에서 일련의 입소문 웹 기반 광고 시리즈에 등장하여 다양한 텔레비전 및 인쇄 홍보 캠페인을 보완했다. CP+B가 고안한 가장 성공적인 프로모션 중 하나는 엑스박스 360용 광고 게임 시리즈 세 개를 만드는 것이었다. 영국 기반의 블리츠 게임즈가 제작하고 회사 유명 홍보 대변인 브룩 버크가 출연한 이 게임은 320만 개 이상 팔려 기어스 오브 워와 같은 또 다른 엑스박스 360 히트작과 함께 최고 판매 게임 중 하나로 자리매김했다. 이 광고 캠페인들은 다른 새로운 프로모션 및 일련의 신제품 출시와 결합되어 버거킹에 긍정적이고 부정적인 관심을 끌었으며 TPG와 그 파트너들이 약 3억 6천7백만 달러의 배당금을 실현하는 데 도움이 되었다.
2000년대 후반의 불황이 CP+B가 만든 광고의 대상인 18-35세 인구층에 특히 심하게 타격을 입히면서, 회사는 시장 점유율 감소를 겪고 적자로 전환했다. 2010년 후반 회사 매각이 완료된 후, 새로운 소유주 그룹은 버거킹과 CP+B의 7년간의 관계를 종료하고 경쟁사인 맥개리보웬을 고용하여 시장 범위를 확장한 새로운 캠페인을 만들었다. 새로운 캠페인의 일환으로, 맥개리보웬은 회사의 광고 프로그램에서 버거킹 마스코트 사용을 중단하고 새로운 광고 캠페인에서 음식과 재료에 초점을 맞춘 새로운 프로그램으로 전환했다.
최근 몇 년 동안 버거킹은 광고 전략에서 패스트푸드 경쟁사인 맥도날드를 트롤링하는 데 주력해왔다. 회사의 전술에는 LOLA MullenLowe의 "스케어리 클라운 나이트(Scary Clown Night)"가 포함되는데, 이는 할로윈에 광대 (맥도날드 마스코트) 복장을 한 사람에게 무료 와퍼를 제공하는 것이었다. FCB 뉴욕의 "와퍼 우회" 이니셔티브는 모바일 앱 사용자가 인근 맥도날드로 가서 1센트짜리 와퍼를 잠금 해제하도록 유도했다. 그리고 인고(Ingo)의 "낫 빅맥스(The Not Big Macs)" 메뉴는 버거킹이 유럽 연합에서 빅맥 상표권을 최근에 잃은 것을 비웃었다.
2019년 2월, 이 회사는 "앤디처럼 먹기(Eat Like Andy)"라는 광고 캠페인을 시작했다. 슈퍼볼 LIII에서 첫 선을 보인 TV 광고는 예르겐 레스의 "66 Scenes from America" 다큐멘터리 영상 자료를 특징으로 하며, 팝 아티스트 앤디 워홀(1928–1987)이 와퍼를 포장하고 먹는 모습을 담고 있다. 이 영상은 앤디 워홀 재단의 허락을 받아 패스트푸드 대기업에서 사용할 수 있게 되었다. 한편, 경기 전에 대중적인 햄버거 체인은 도어대시를 통해 미리 주문한 시청자들에게 "앤디 워홀 미스터리 박스"를 제공했는데, 이 박스에는 다른 품목 외에도 플라스틱 케첩 병과 백금 가발이 들어 있어서 "앤디처럼 먹을" 수 있도록 했다.
| 버거킹 @BurgerKingUK |

Women belong in the kitchen.
| 버거킹 @BurgerKingUK |

If they want to, of course. Yet only 20% of chefs are women. We're on a mission to change the gender ratio in the restaurant industry by empowering female employees with the opportunity to pursue a culinary career. #IWD
| 버거킹 @BurgerKingUK |

We are proud to be launching a new scholarship programme which will help female Burger King employees pursue their culinary dreams!
2021년 3월 8일, 버거킹은 국제 여성의 날 마케팅 캠페인으로 인해 비판을 받았다. 버거킹 영국의 트윗이 "여성은 부엌에 있어야 한다"고 말했기 때문이다. 이 트윗은 수천 명의 트위터 사용자와 수십 개의 뉴스 매체로부터 성차별적이라는 비난을 받았다. 버거킹 영국은 "우리는 요식업계의 성비를 바꾸기 위한 미션을 수행 중입니다"라고 후속 트윗을 올렸다. 그러나 비판자들은 이미 손상이 발생했다고 말한다. 초기 트윗은 높은 인지도와 시청자 상호작용을 얻었지만, 답글은 그 일부만을 얻어 버거킹이 내놓은 해명을 아는 사람이 거의 없다는 의미이다. 심한 비난을 받은 후, 버거킹은 12시간 뒤에 트윗을 삭제하고 "초기 트윗이 잘못되었고 죄송합니다"라고 사과문을 올렸다.
2022년 말, 버거킹은 와퍼와퍼 (노래) "해브 잇 유어 웨이" 광고를 출시했는데, 2022–23 NFL 플레이오프 이후 반복성과 중독성으로 인해 틱톡과 같은 소셜 미디어에서 입소문을 탔다. 이 광고는 언론의 주목을 받았고 2023년 2월 스포티파이와 같은 음악 스트리밍 서비스에 진출했다.

## 사진첩

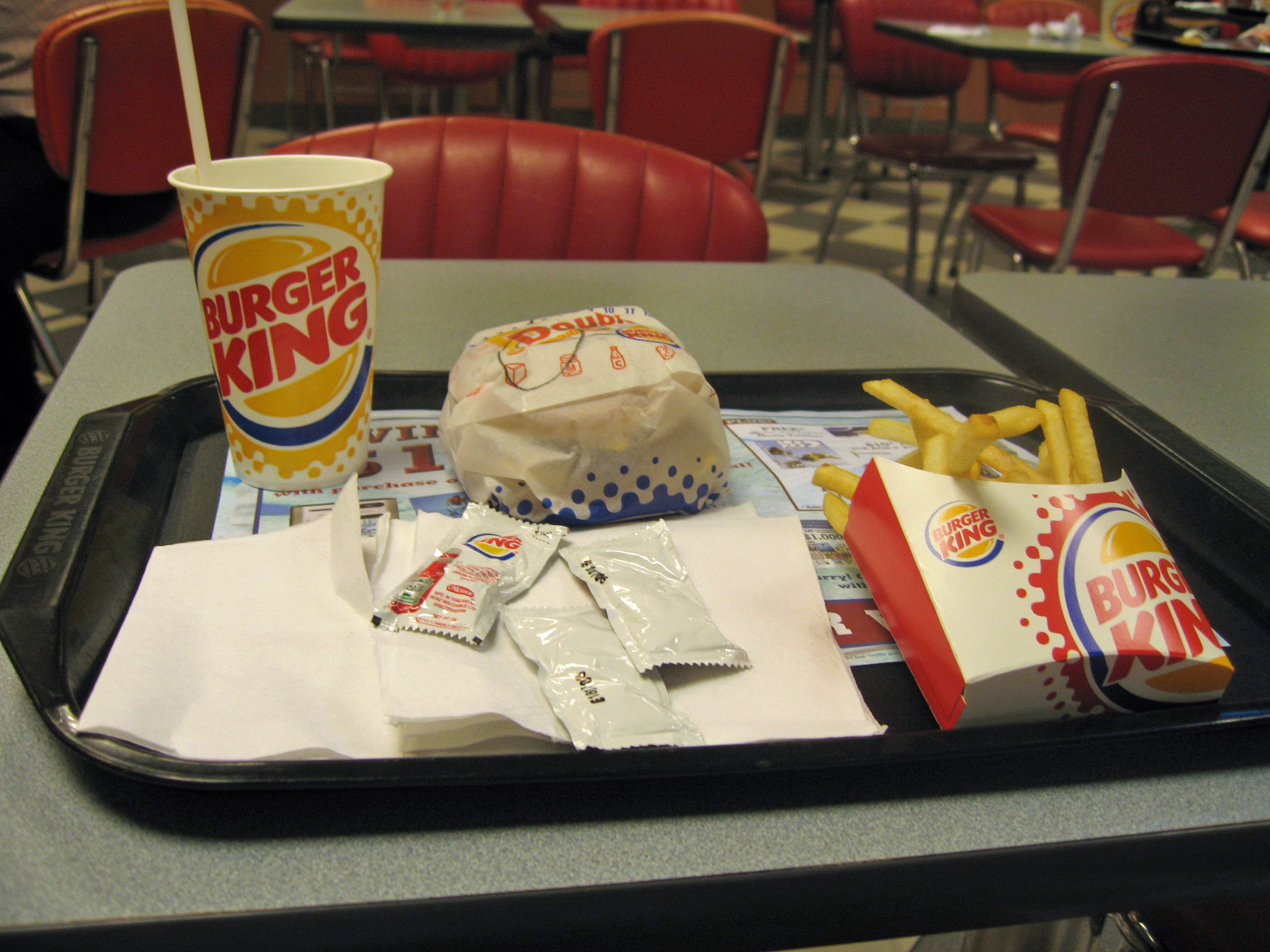
메뉴
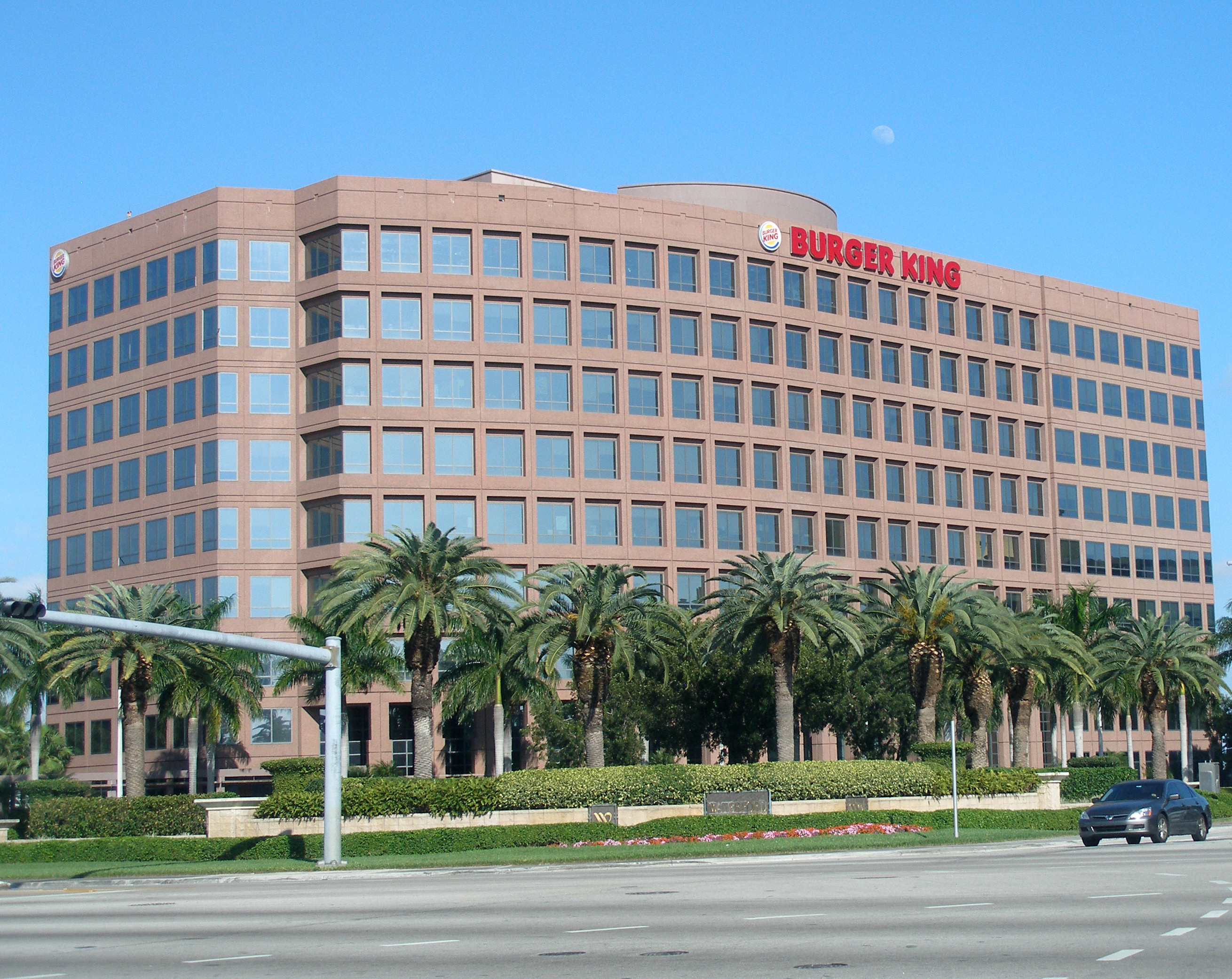
버거킹 본사
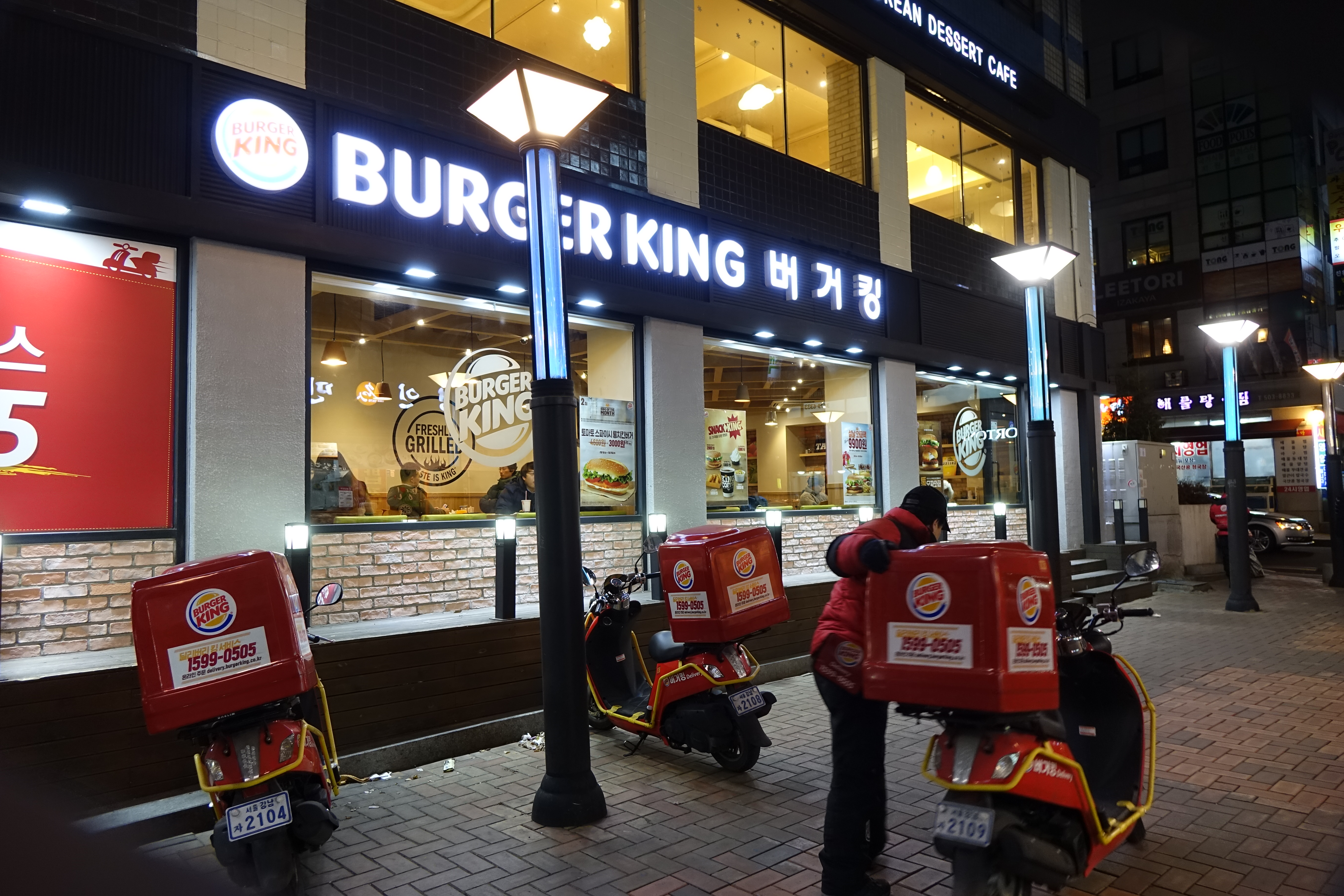
과천점 (대한민국, 2015년)
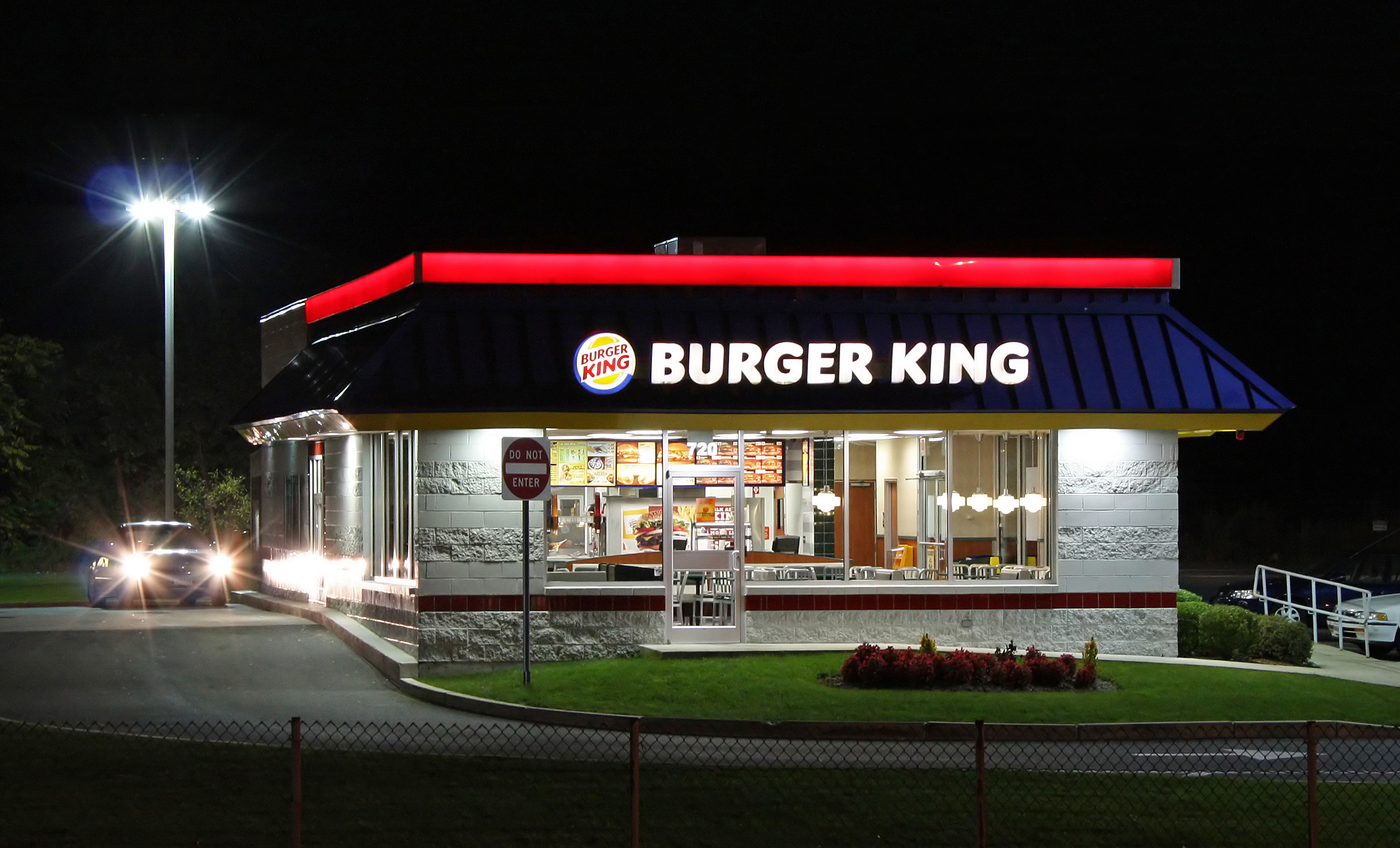
미국 매사추세츠주에 있는 버거킹
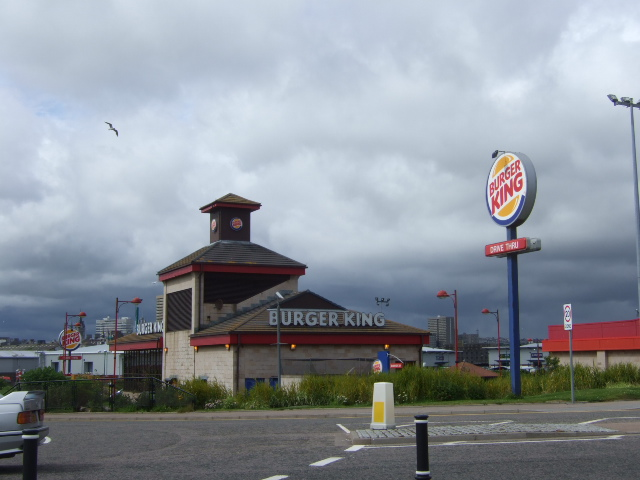
영국에 있는 버거킹 점포
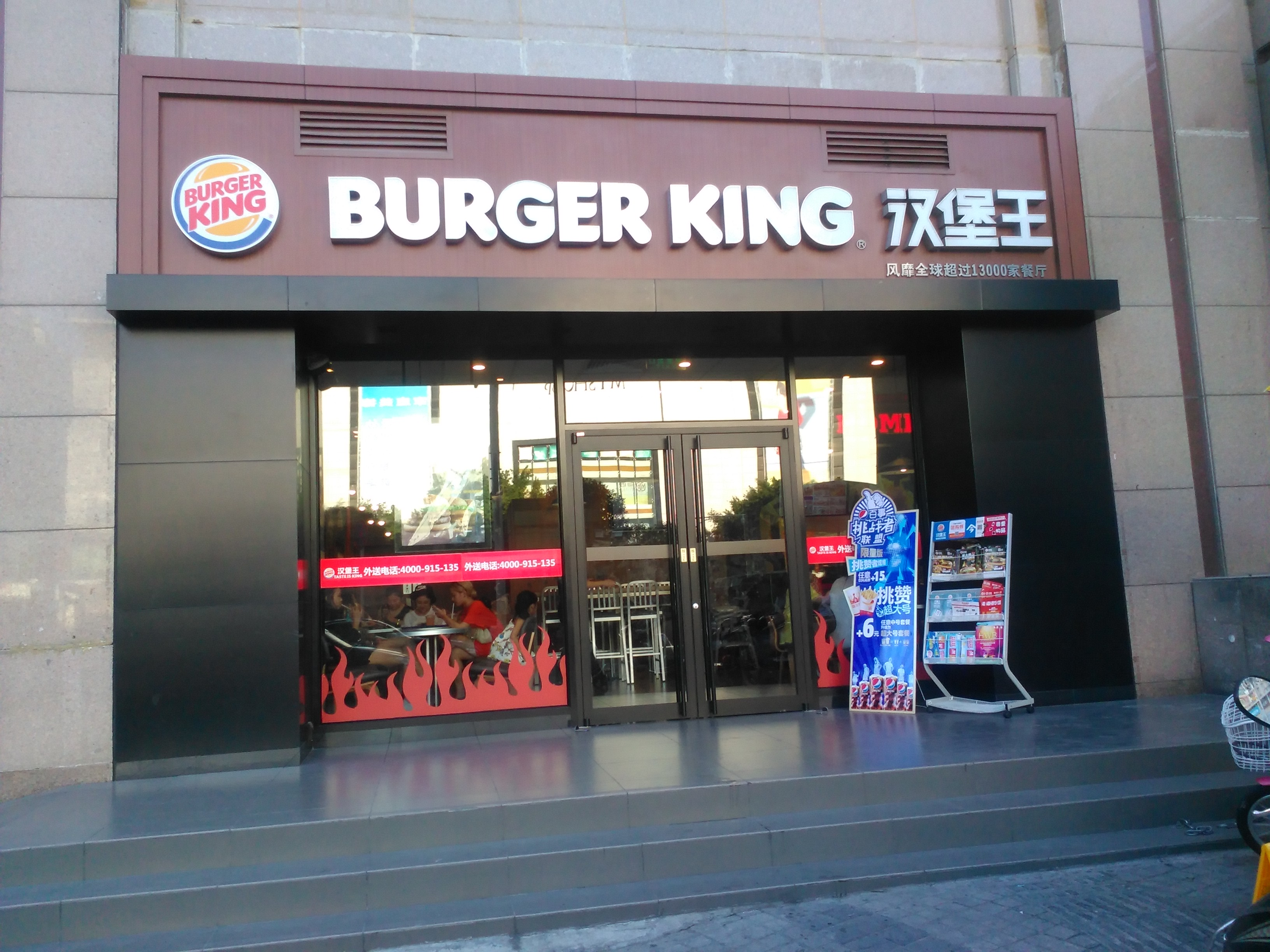
중화인민공화국 몐양 시에 있는 버거킹 점포

## 알아둘만한 사항
- 2024년 1월 프렌치 프라이의 레귤러 -> 라지 업그레이드 가격은 500원. 레귤러 봉지는 10cm, 라지 봉지는 11cm이다. 쏟아놓고 보면 구분이 어려울 때가 많다. A/S센터(080-0228-1639) 항의(?) 해도 유관부서에 전달 하겠다고 만 할 뿐 별다른 답변이나 대응은 없다.

## 관련 서적
- 《버거킹 빅사이즈 햄버거의 기적》 제이슨 휘트먼 맥라모어 저/김재서 역, 2021

## 같이 보기
- 롯데리아
- 맥도날드
- KFC
- 맘스터치
- 파파이스
- 웬디스
- 타코벨
- 모스버거